# فهرست سیارک‌ها (۳۰۰۰۱–۳۱۰۰۱)
فهرست سیارک‌ها (۳۰۰۰۱ - ۳۱۰۰۱) فهرست سیارک‌ها از ۳۰۰۰۱ تا ۳۱۰۰۱ است.
| نام   | نام انگلیسی     | تاریخ کشف       |
| ----- | --------------- | --------------- |
| ۳۰۰۰۱ | 2000 AU195      | ۸ ژانویه ۲۰۰۰   |
| ۳۰۰۰۲ | 2000 AP233      | ۴ ژانویه ۲۰۰۰   |
| ۳۰۰۰۳ | 2000 AO236      | ۵ ژانویه ۲۰۰۰   |
| ۳۰۰۰۴ | 2000 BP33       | ۳۰ ژانویه ۲۰۰۰  |
| ۳۰۰۰۵ | 2000 CJ23       | ۲ فوریه ۲۰۰۰    |
| ۳۰۰۰۶ | 2000 CB30       | ۲ فوریه ۲۰۰۰    |
| ۳۰۰۰۷ | 2000 CV45       | ۲ فوریه ۲۰۰۰    |
| ۳۰۰۰۸ | 2000 CE49       | ۲ فوریه ۲۰۰۰    |
| ۳۰۰۰۹ | 2000 CQ50       | ۲ فوریه ۲۰۰۰    |
| ۳۰۰۱۰ | 2000 CJ56       | ۴ فوریه ۲۰۰۰    |
| ۳۰۰۱۱ | 2000 CM56       | ۴ فوریه ۲۰۰۰    |
| ۳۰۰۱۲ | 2000 CB67       | ۶ فوریه ۲۰۰۰    |
| ۳۰۰۱۳ | 2000 CV77       | ۷ فوریه ۲۰۰۰    |
| ۳۰۰۱۴ | 2000 CY80       | ۱۱ فوریه ۲۰۰۰   |
| ۳۰۰۱۵ | 2000 CX92       | ۶ فوریه ۲۰۰۰    |
| ۳۰۰۱۶ | 2000 CA95       | ۸ فوریه ۲۰۰۰    |
| ۳۰۰۱۷ | 2000 CQ95       | ۱۰ فوریه ۲۰۰۰   |
| ۳۰۰۱۸ | 2000 CX101      | ۱۴ فوریه ۲۰۰۰   |
| ۳۰۰۱۸ | 2000 DD         | ۱۶ فوریه ۲۰۰۰   |
| ۳۰۰۲۰ | 2000 DZ5        | ۲۸ فوریه ۲۰۰۰   |
| ۳۰۰۲۱ | 2000 DP6        | ۲۸ فوریه ۲۰۰۰   |
| ۳۰۰۲۲ | 2000 DZ14       | ۲۶ فوریه ۲۰۰۰   |
| ۳۰۰۲۳ | 2000 DN16       | ۲۹ فوریه ۲۰۰۰   |
| ۳۰۰۲۴ | 2000 DM21       | ۲۹ فوریه ۲۰۰۰   |
| ۳۰۰۲۵ | 2000 DJ26       | ۲۹ فوریه ۲۰۰۰   |
| ۳۰۰۲۶ | 2000 DS29       | ۲۹ فوریه ۲۰۰۰   |
| ۳۰۰۲۷ | 2000 DA42       | ۲۹ فوریه ۲۰۰۰   |
| ۳۰۰۲۸ | 2000 DL42       | ۲۹ فوریه ۲۰۰۰   |
| ۳۰۰۲۹ | 2000 DR58       | ۲۹ فوریه ۲۰۰۰   |
| ۳۰۰۳۰ | 2000 DY61       | ۲۹ فوریه ۲۰۰۰   |
| ۳۰۰۳۱ | 2000 DZ63       | ۲۹ فوریه ۲۰۰۰   |
| ۳۰۰۳۲ | 2000 DC65       | ۲۹ فوریه ۲۰۰۰   |
| ۳۰۰۳۳ | 2000 DP68       | ۲۹ فوریه ۲۰۰۰   |
| ۳۰۰۳۴ | 2000 DU76       | ۲۹ فوریه ۲۰۰۰   |
| ۳۰۰۳۵ | 2000 DX77       | ۲۹ فوریه ۲۰۰۰   |
| ۳۰۰۳۶ | 2000 DF78       | ۲۹ فوریه ۲۰۰۰   |
| ۳۰۰۳۷ | 2000 DU78       | ۲۹ فوریه ۲۰۰۰   |
| ۳۰۰۳۸ | 2000 DM92       | ۲۷ فوریه ۲۰۰۰   |
| ۳۰۰۳۹ | 2000 DE100      | ۲۹ فوریه ۲۰۰۰   |
| ۳۰۰۴۰ | 2000 DO112      | ۲۹ فوریه ۲۰۰۰   |
| ۳۰۰۴۱ | 2000 EG3        | ۳ مارس ۲۰۰۰     |
| ۳۰۰۴۲ | 2000 EY3        | ۱ مارس ۲۰۰۰     |
| ۳۰۰۴۳ | 2000 EJ17       | ۳ مارس ۲۰۰۰     |
| ۳۰۰۴۴ | 2000 EG19       | ۵ مارس ۲۰۰۰     |
| ۳۰۰۴۵ | 2000 EC20       | ۶ مارس ۲۰۰۰     |
| ۳۰۰۴۶ | 2000 EX24       | ۸ مارس ۲۰۰۰     |
| ۳۰۰۴۷ | 2000 EV35       | ۸ مارس ۲۰۰۰     |
| ۳۰۰۴۸ | 2000 EB37       | ۸ مارس ۲۰۰۰     |
| ۳۰۰۴۹ | 2000 EX38       | ۸ مارس ۲۰۰۰     |
| ۳۰۰۵۰ | 2000 EK39       | ۸ مارس ۲۰۰۰     |
| ۳۰۰۵۱ | 2000 ED41       | ۸ مارس ۲۰۰۰     |
| ۳۰۰۵۲ | 2000 EW41       | ۸ مارس ۲۰۰۰     |
| ۳۰۰۵۳ | 2000 EG44       | ۹ مارس ۲۰۰۰     |
| ۳۰۰۵۴ | 2000 EO44       | ۹ مارس ۲۰۰۰     |
| ۳۰۰۵۵ | 2000 EL47       | ۹ مارس ۲۰۰۰     |
| ۳۰۰۵۶ | 2000 EP47       | ۹ مارس ۲۰۰۰     |
| ۳۰۰۵۷ | 2000 EK56       | ۸ مارس ۲۰۰۰     |
| ۳۰۰۵۸ | 2000 EJ58       | ۸ مارس ۲۰۰۰     |
| ۳۰۰۵۹ | 2000 ET59       | ۱۰ مارس ۲۰۰۰    |
| ۳۰۰۶۰ | 2000 EL60       | ۱۰ مارس ۲۰۰۰    |
| ۳۰۰۶۱ | 2000 EX61       | ۱۰ مارس ۲۰۰۰    |
| ۳۰۰۶۲ | 2000 ER62       | ۱۰ مارس ۲۰۰۰    |
| ۳۰۰۶۳ | 2000 EX63       | ۱۰ مارس ۲۰۰۰    |
| ۳۰۰۶۴ | 2000 ER64       | ۱۰ مارس ۲۰۰۰    |
| ۳۰۰۶۵ | 2000 EF66       | ۱۰ مارس ۲۰۰۰    |
| ۳۰۰۶۶ | 2000 EV68       | ۱۰ مارس ۲۰۰۰    |
| ۳۰۰۶۷ | 2000 EL70       | ۱۰ مارس ۲۰۰۰    |
| ۳۰۰۶۸ | 2000 EZ70       | ۱۱ مارس ۲۰۰۰    |
| ۳۰۰۶۹ | 2000 EH74       | ۱۰ مارس ۲۰۰۰    |
| ۳۰۰۷۰ | 2000 ES84       | ۸ مارس ۲۰۰۰     |
| ۳۰۰۷۱ | 2000 EW92       | ۹ مارس ۲۰۰۰     |
| ۳۰۰۷۲ | 2000 EP93       | ۹ مارس ۲۰۰۰     |
| ۳۰۰۷۳ | 2000 EP94       | ۹ مارس ۲۰۰۰     |
| ۳۰۰۷۴ | 2000 EY96       | ۱۰ مارس ۲۰۰۰    |
| ۳۰۰۷۵ | 2000 EC97       | ۱۰ مارس ۲۰۰۰    |
| ۳۰۰۷۶ | 2000 EP97       | ۱۰ مارس ۲۰۰۰    |
| ۳۰۰۷۷ | 2000 ES97       | ۱۰ مارس ۲۰۰۰    |
| ۳۰۰۷۸ | 2000 EB104      | ۱۴ مارس ۲۰۰۰    |
| ۳۰۰۷۹ | 2000 EP104      | ۱۵ مارس ۲۰۰۰    |
| ۳۰۰۸۰ | 2000 EQ105      | ۱۱ مارس ۲۰۰۰    |
| ۳۰۰۸۱ | 2000 EY108      | ۸ مارس ۲۰۰۰     |
| ۳۰۰۸۲ | 2000 EE110      | ۸ مارس ۲۰۰۰     |
| ۳۰۰۸۳ | 2000 EG110      | ۸ مارس ۲۰۰۰     |
| ۳۰۰۸۴ | 2000 EV110      | ۸ مارس ۲۰۰۰     |
| ۳۰۰۸۵ | 2000 EZ112      | ۹ مارس ۲۰۰۰     |
| ۳۰۰۸۶ | 2000 EU113      | ۹ مارس ۲۰۰۰     |
| ۳۰۰۸۷ | 2000 EL122      | ۱۱ مارس ۲۰۰۰    |
| ۳۰۰۸۸ | 2000 EK128      | ۱۱ مارس ۲۰۰۰    |
| ۳۰۰۸۹ | 2000 EW128      | ۱۱ مارس ۲۰۰۰    |
| ۳۰۰۹۰ | 2000 EL129      | ۱۱ مارس ۲۰۰۰    |
| ۳۰۰۹۱ | 2000 EY130      | ۱۱ مارس ۲۰۰۰    |
| ۳۰۰۹۲ | 2000 EB135      | ۱۱ مارس ۲۰۰۰    |
| ۳۰۰۹۳ | 2000 ES135      | ۱۱ مارس ۲۰۰۰    |
| ۳۰۰۹۴ | 2000 ER141      | ۲ مارس ۲۰۰۰     |
| ۳۰۰۹۵ | 2000 EU145      | ۳ مارس ۲۰۰۰     |
| ۳۰۰۹۶ | 2000 EZ147      | ۴ مارس ۲۰۰۰     |
| ۳۰۰۹۷ | 2000 EQ148      | ۴ مارس ۲۰۰۰     |
| ۳۰۰۹۸ | 2000 EE151      | ۵ مارس ۲۰۰۰     |
| ۳۰۰۹۹ | 2000 EG151      | ۵ مارس ۲۰۰۰     |
| ۳۰۱۰۰ | 2000 EL157      | ۱۱ مارس ۲۰۰۰    |
| ۳۰۱۰۰ | 2000 FA         | ۱۶ مارس ۲۰۰۰    |
| ۳۰۱۰۲ | 2000 FC1        | ۲۶ مارس ۲۰۰۰    |
| ۳۰۱۰۳ | 2000 FY2        | ۲۸ مارس ۲۰۰۰    |
| ۳۰۱۰۴ | 2000 FA3        | ۲۷ مارس ۲۰۰۰    |
| ۳۰۱۰۵ | 2000 FO3        | ۲۸ مارس ۲۰۰۰    |
| ۳۰۱۰۶ | 2000 FR3        | ۲۸ مارس ۲۰۰۰    |
| ۳۰۱۰۷ | 2000 FT15       | ۲۸ مارس ۲۰۰۰    |
| ۳۰۱۰۸ | 2000 FM16       | ۲۸ مارس ۲۰۰۰    |
| ۳۰۱۰۹ | 2000 FQ17       | ۲۹ مارس ۲۰۰۰    |
| ۳۰۱۱۰ | 2000 FH20       | ۲۹ مارس ۲۰۰۰    |
| ۳۰۱۱۱ | 2000 FJ20       | ۲۹ مارس ۲۰۰۰    |
| ۳۰۱۱۲ | 2000 FZ25       | ۲۷ مارس ۲۰۰۰    |
| ۳۰۱۱۳ | 2000 FM26       | ۲۷ مارس ۲۰۰۰    |
| ۳۰۱۱۴ | 2000 FY26       | ۲۷ مارس ۲۰۰۰    |
| ۳۰۱۱۵ | 2000 FQ31       | ۲۸ مارس ۲۰۰۰    |
| ۳۰۱۱۶ | 2000 FA36       | ۲۹ مارس ۲۰۰۰    |
| ۳۰۱۱۷ | 2000 FW36       | ۲۹ مارس ۲۰۰۰    |
| ۳۰۱۱۸ | 2000 FC37       | ۲۹ مارس ۲۰۰۰    |
| ۳۰۱۱۹ | 2000 FS37       | ۲۹ مارس ۲۰۰۰    |
| ۳۰۱۲۰ | 2000 FZ38       | ۲۹ مارس ۲۰۰۰    |
| ۳۰۱۲۱ | 2000 FF39       | ۲۹ مارس ۲۰۰۰    |
| ۳۰۱۲۲ | 2000 FC40       | ۲۹ مارس ۲۰۰۰    |
| ۳۰۱۲۳ | 2000 FF40       | ۲۹ مارس ۲۰۰۰    |
| ۳۰۱۲۴ | 2000 FZ40       | ۲۹ مارس ۲۰۰۰    |
| ۳۰۱۲۵ | 2000 FF41       | ۲۹ مارس ۲۰۰۰    |
| ۳۰۱۲۶ | 2000 FS41       | ۲۹ مارس ۲۰۰۰    |
| ۳۰۱۲۷ | 2000 FY41       | ۲۹ مارس ۲۰۰۰    |
| ۳۰۱۲۸ | 2000 FJ44       | ۲۹ مارس ۲۰۰۰    |
| ۳۰۱۲۹ | 2000 FT44       | ۲۹ مارس ۲۰۰۰    |
| ۳۰۱۳۰ | 2000 FK46       | ۲۹ مارس ۲۰۰۰    |
| ۳۰۱۳۱ | 2000 FO46       | ۲۹ مارس ۲۰۰۰    |
| ۳۰۱۳۲ | 2000 FP47       | ۲۹ مارس ۲۰۰۰    |
| ۳۰۱۳۳ | 2000 FA48       | ۲۹ مارس ۲۰۰۰    |
| ۳۰۱۳۴ | 2000 FR49       | ۳۰ مارس ۲۰۰۰    |
| ۳۰۱۳۵ | 2000 FU49       | ۳۰ مارس ۲۰۰۰    |
| ۳۰۱۳۶ | 2000 FO60       | ۲۹ مارس ۲۰۰۰    |
| ۳۰۱۳۷ | 2000 FB63       | ۲۷ مارس ۲۰۰۰    |
| ۳۰۱۳۸ | 2000 FN68       | ۲۶ مارس ۲۰۰۰    |
| ۳۰۱۳۹ | 2000 GG3        | ۵ آوریل ۲۰۰۰    |
| ۳۰۱۴۰ | 2000 GO5        | ۴ آوریل ۲۰۰۰    |
| ۳۰۱۴۱ | 2000 GT24       | ۵ آوریل ۲۰۰۰    |
| ۳۰۱۴۲ | 2000 GS26       | ۵ آوریل ۲۰۰۰    |
| ۳۰۱۴۳ | 2000 GU29       | ۵ آوریل ۲۰۰۰    |
| ۳۰۱۴۴ | 2000 GP31       | ۵ آوریل ۲۰۰۰    |
| ۳۰۱۴۵ | 2000 GG33       | ۵ آوریل ۲۰۰۰    |
| ۳۰۱۴۶ | 2000 GQ34       | ۵ آوریل ۲۰۰۰    |
| ۳۰۱۴۷ | 2000 GV41       | ۵ آوریل ۲۰۰۰    |
| ۳۰۱۴۸ | 2000 GP45       | ۵ آوریل ۲۰۰۰    |
| ۳۰۱۴۹ | 2000 GW45       | ۵ آوریل ۲۰۰۰    |
| ۳۰۱۵۰ | 2000 GC46       | ۵ آوریل ۲۰۰۰    |
| ۳۰۱۵۱ | 2000 GX46       | ۵ آوریل ۲۰۰۰    |
| ۳۰۱۵۲ | 2000 GW49       | ۵ آوریل ۲۰۰۰    |
| ۳۰۱۵۳ | 2000 GT50       | ۵ آوریل ۲۰۰۰    |
| ۳۰۱۵۴ | 2000 GO52       | ۵ آوریل ۲۰۰۰    |
| ۳۰۱۵۵ | 2000 GQ52       | ۵ آوریل ۲۰۰۰    |
| ۳۰۱۵۶ | 2000 GH55       | ۵ آوریل ۲۰۰۰    |
| ۳۰۱۵۷ | 2000 GL55       | ۵ آوریل ۲۰۰۰    |
| ۳۰۱۵۸ | 2000 GQ55       | ۵ آوریل ۲۰۰۰    |
| ۳۰۱۵۹ | 2000 GR55       | ۵ آوریل ۲۰۰۰    |
| ۳۰۱۶۰ | 2000 GD57       | ۵ آوریل ۲۰۰۰    |
| ۳۰۱۶۱ | 2000 GM57       | ۵ آوریل ۲۰۰۰    |
| ۳۰۱۶۲ | 2000 GO57       | ۵ آوریل ۲۰۰۰    |
| ۳۰۱۶۳ | 2000 GK58       | ۵ آوریل ۲۰۰۰    |
| ۳۰۱۶۴ | 2000 GC59       | ۵ آوریل ۲۰۰۰    |
| ۳۰۱۶۵ | 2000 GF61       | ۵ آوریل ۲۰۰۰    |
| ۳۰۱۶۶ | 2000 GC62       | ۵ آوریل ۲۰۰۰    |
| ۳۰۱۶۷ | 2000 GR62       | ۵ آوریل ۲۰۰۰    |
| ۳۰۱۶۸ | 2000 GG66       | ۵ آوریل ۲۰۰۰    |
| ۳۰۱۶۹ | 2000 GU67       | ۵ آوریل ۲۰۰۰    |
| ۳۰۱۷۰ | 2000 GG68       | ۵ آوریل ۲۰۰۰    |
| ۳۰۱۷۱ | 2000 GY70       | ۵ آوریل ۲۰۰۰    |
| ۳۰۱۷۲ | 2000 GZ71       | ۵ آوریل ۲۰۰۰    |
| ۳۰۱۷۳ | 2000 GG72       | ۵ آوریل ۲۰۰۰    |
| ۳۰۱۷۴ | 2000 GY72       | ۵ آوریل ۲۰۰۰    |
| ۳۰۱۷۵ | 2000 GS73       | ۵ آوریل ۲۰۰۰    |
| ۳۰۱۷۶ | 2000 GX73       | ۵ آوریل ۲۰۰۰    |
| ۳۰۱۷۷ | 2000 GV76       | ۵ آوریل ۲۰۰۰    |
| ۳۰۱۷۸ | 2000 GW77       | ۵ آوریل ۲۰۰۰    |
| ۳۰۱۷۹ | 2000 GY79       | ۶ آوریل ۲۰۰۰    |
| ۳۰۱۸۰ | 2000 GX87       | ۴ آوریل ۲۰۰۰    |
| ۳۰۱۸۱ | 2000 GR88       | ۴ آوریل ۲۰۰۰    |
| ۳۰۱۸۲ | 2000 GC95       | ۶ آوریل ۲۰۰۰    |
| ۳۰۱۸۳ | 2000 GL95       | ۶ آوریل ۲۰۰۰    |
| ۳۰۱۸۴ | 2000 GM95       | ۶ آوریل ۲۰۰۰    |
| ۳۰۱۸۵ | 2000 GT95       | ۶ آوریل ۲۰۰۰    |
| ۳۰۱۸۶ | 2000 GY95       | ۶ آوریل ۲۰۰۰    |
| ۳۰۱۸۷ | 2000 GN96       | ۶ آوریل ۲۰۰۰    |
| ۳۰۱۸۸ | 2000 GR96       | ۶ آوریل ۲۰۰۰    |
| ۳۰۱۸۹ | 2000 GV96       | ۶ آوریل ۲۰۰۰    |
| ۳۰۱۹۰ | 2000 GW96       | ۶ آوریل ۲۰۰۰    |
| ۳۰۱۹۱ | 2000 GJ98       | ۷ آوریل ۲۰۰۰    |
| ۳۰۱۹۲ | 2000 GB100      | ۷ آوریل ۲۰۰۰    |
| ۳۰۱۹۳ | 2000 GL100      | ۷ آوریل ۲۰۰۰    |
| ۳۰۱۹۴ | 2000 GM100      | ۷ آوریل ۲۰۰۰    |
| ۳۰۱۹۵ | 2000 GB101      | ۷ آوریل ۲۰۰۰    |
| ۳۰۱۹۶ | 2000 GB102      | ۷ آوریل ۲۰۰۰    |
| ۳۰۱۹۷ | 2000 GP102      | ۷ آوریل ۲۰۰۰    |
| ۳۰۱۹۸ | 2000 GR103      | ۷ آوریل ۲۰۰۰    |
| ۳۰۱۹۹ | 2000 GX103      | ۷ آوریل ۲۰۰۰    |
| ۳۰۲۰۰ | 2000 GG104      | ۷ آوریل ۲۰۰۰    |
| ۳۰۲۰۱ | 2000 GA105      | ۷ آوریل ۲۰۰۰    |
| ۳۰۲۰۲ | 2000 GD105      | ۷ آوریل ۲۰۰۰    |
| ۳۰۲۰۳ | 2000 GK106      | ۷ آوریل ۲۰۰۰    |
| ۳۰۲۰۴ | 2000 GX107      | ۷ آوریل ۲۰۰۰    |
| ۳۰۲۰۵ | 2000 GV108      | ۷ آوریل ۲۰۰۰    |
| ۳۰۲۰۶ | 2000 GD109      | ۷ آوریل ۲۰۰۰    |
| ۳۰۲۰۷ | 2000 GL109      | ۷ آوریل ۲۰۰۰    |
| ۳۰۲۰۸ | 2000 GN115      | ۸ آوریل ۲۰۰۰    |
| ۳۰۲۰۹ | 2000 GG116      | ۸ آوریل ۲۰۰۰    |
| ۳۰۲۱۰ | 2000 GN122      | ۱۰ آوریل ۲۰۰۰   |
| ۳۰۲۱۱ | 2000 GN123      | ۷ آوریل ۲۰۰۰    |
| ۳۰۲۱۲ | 2000 GP123      | ۷ آوریل ۲۰۰۰    |
| ۳۰۲۱۳ | 2000 GW124      | ۷ آوریل ۲۰۰۰    |
| ۳۰۲۱۴ | 2000 GS125      | ۷ آوریل ۲۰۰۰    |
| ۳۰۲۱۵ | 2000 GU125      | ۷ آوریل ۲۰۰۰    |
| ۳۰۲۱۶ | 2000 GV125      | ۷ آوریل ۲۰۰۰    |
| ۳۰۲۱۷ | 2000 GA126      | ۷ آوریل ۲۰۰۰    |
| ۳۰۲۱۸ | 2000 GC126      | ۷ آوریل ۲۰۰۰    |
| ۳۰۲۱۹ | 2000 GM126      | ۷ آوریل ۲۰۰۰    |
| ۳۰۲۲۰ | 2000 GP126      | ۷ آوریل ۲۰۰۰    |
| ۳۰۲۲۱ | 2000 GX126      | ۷ آوریل ۲۰۰۰    |
| ۳۰۲۲۲ | 2000 GA134      | ۷ آوریل ۲۰۰۰    |
| ۳۰۲۲۳ | 2000 GE134      | ۷ آوریل ۲۰۰۰    |
| ۳۰۲۲۴ | 2000 GU136      | ۱۲ آوریل ۲۰۰۰   |
| ۳۰۲۲۵ | 2000 GV137      | ۴ آوریل ۲۰۰۰    |
| ۳۰۲۲۶ | 2000 GY137      | ۴ آوریل ۲۰۰۰    |
| ۳۰۲۲۷ | 2000 GO139      | ۴ آوریل ۲۰۰۰    |
| ۳۰۲۲۸ | 2000 GO141      | ۷ آوریل ۲۰۰۰    |
| ۳۰۲۲۹ | 2000 GL142      | ۷ آوریل ۲۰۰۰    |
| ۳۰۲۳۰ | 2000 GP142      | ۷ آوریل ۲۰۰۰    |
| ۳۰۲۳۱ | 2000 GZ142      | ۷ آوریل ۲۰۰۰    |
| ۳۰۲۳۲ | 2000 GV153      | ۶ آوریل ۲۰۰۰    |
| ۳۰۲۳۳ | 2000 GJ161      | ۷ آوریل ۲۰۰۰    |
| ۳۰۲۳۴ | 2000 GD167      | ۴ آوریل ۲۰۰۰    |
| ۳۰۲۳۵ | 2000 GR179      | ۵ آوریل ۲۰۰۰    |
| ۳۰۲۳۵ | 2000 HF         | ۲۳ آوریل ۲۰۰۰   |
| ۳۰۲۳۷ | 2000 HY1        | ۲۵ آوریل ۲۰۰۰   |
| ۳۰۲۳۸ | 2000 HY4        | ۲۷ آوریل ۲۰۰۰   |
| ۳۰۲۳۹ | 2000 HZ4        | ۲۷ آوریل ۲۰۰۰   |
| ۳۰۲۴۰ | 2000 HF8        | ۲۷ آوریل ۲۰۰۰   |
| ۳۰۲۴۱ | 2000 HN8        | ۲۷ آوریل ۲۰۰۰   |
| ۳۰۲۴۲ | 2000 HQ8        | ۲۷ آوریل ۲۰۰۰   |
| ۳۰۲۴۳ | 2000 HS9        | ۲۷ آوریل ۲۰۰۰   |
| ۳۰۲۴۴ | 2000 HP10       | ۲۷ آوریل ۲۰۰۰   |
| ۳۰۲۴۵ | 2000 HC12       | ۲۸ آوریل ۲۰۰۰   |
| ۳۰۲۴۶ | 2000 HC13       | ۲۸ آوریل ۲۰۰۰   |
| ۳۰۲۴۷ | 2000 HN13       | ۲۸ آوریل ۲۰۰۰   |
| ۳۰۲۴۸ | 2000 HV13       | ۲۸ آوریل ۲۰۰۰   |
| ۳۰۲۴۹ | 2000 HF14       | ۲۸ آوریل ۲۰۰۰   |
| ۳۰۲۵۰ | 2000 HG14       | ۲۸ آوریل ۲۰۰۰   |
| ۳۰۲۵۱ | 2000 HR22       | ۲۹ آوریل ۲۰۰۰   |
| ۳۰۲۵۲ | Textorisova     | ۳۰ آوریل ۲۰۰۰   |
| ۳۰۲۵۳ | Vitek           | ۳۰ آوریل ۲۰۰۰   |
| ۳۰۲۵۴ | 2000 HZ25       | ۲۴ آوریل ۲۰۰۰   |
| ۳۰۲۵۵ | 2000 HK26       | ۲۴ آوریل ۲۰۰۰   |
| ۳۰۲۵۶ | 2000 HC30       | ۲۸ آوریل ۲۰۰۰   |
| ۳۰۲۵۷ | 2000 HH32       | ۲۹ آوریل ۲۰۰۰   |
| ۳۰۲۵۸ | 2000 HA33       | ۲۹ آوریل ۲۰۰۰   |
| ۳۰۲۵۹ | 2000 HC35       | ۲۷ آوریل ۲۰۰۰   |
| ۳۰۲۶۰ | 2000 HY35       | ۲۸ آوریل ۲۰۰۰   |
| ۳۰۲۶۱ | 2000 HB36       | ۲۸ آوریل ۲۰۰۰   |
| ۳۰۲۶۲ | 2000 HP41       | ۲۸ آوریل ۲۰۰۰   |
| ۳۰۲۶۳ | 2000 HR41       | ۲۸ آوریل ۲۰۰۰   |
| ۳۰۲۶۴ | 2000 HT44       | ۲۶ آوریل ۲۰۰۰   |
| ۳۰۲۶۵ | 2000 HH45       | ۲۶ آوریل ۲۰۰۰   |
| ۳۰۲۶۶ | 2000 HW48       | ۲۹ آوریل ۲۰۰۰   |
| ۳۰۲۶۷ | 2000 HQ49       | ۲۹ آوریل ۲۰۰۰   |
| ۳۰۲۶۸ | 2000 HM50       | ۲۹ آوریل ۲۰۰۰   |
| ۳۰۲۶۹ | 2000 HS50       | ۲۹ آوریل ۲۰۰۰   |
| ۳۰۲۷۰ | 2000 HJ51       | ۲۹ آوریل ۲۰۰۰   |
| ۳۰۲۷۱ | 2000 HZ51       | ۲۹ آوریل ۲۰۰۰   |
| ۳۰۲۷۲ | 2000 HA52       | ۲۹ آوریل ۲۰۰۰   |
| ۳۰۲۷۳ | 2000 HV52       | ۲۹ آوریل ۲۰۰۰   |
| ۳۰۲۷۴ | 2000 HN53       | ۲۹ آوریل ۲۰۰۰   |
| ۳۰۲۷۵ | 2000 HP53       | ۲۹ آوریل ۲۰۰۰   |
| ۳۰۲۷۶ | 2000 HB55       | ۲۹ آوریل ۲۰۰۰   |
| ۳۰۲۷۷ | 2000 HF55       | ۲۹ آوریل ۲۰۰۰   |
| ۳۰۲۷۸ | 2000 HN56       | ۲۴ آوریل ۲۰۰۰   |
| ۳۰۲۷۹ | 2000 HQ56       | ۲۴ آوریل ۲۰۰۰   |
| ۳۰۲۸۰ | 2000 HS56       | ۲۴ آوریل ۲۰۰۰   |
| ۳۰۲۸۱ | 2000 HH57       | ۲۴ آوریل ۲۰۰۰   |
| ۳۰۲۸۲ | 2000 HQ57       | ۲۴ آوریل ۲۰۰۰   |
| ۳۰۲۸۳ | 2000 HS57       | ۲۴ آوریل ۲۰۰۰   |
| ۳۰۲۸۴ | 2000 HG58       | ۲۴ آوریل ۲۰۰۰   |
| ۳۰۲۸۵ | 2000 HB59       | ۲۵ آوریل ۲۰۰۰   |
| ۳۰۲۸۶ | 2000 HG61       | ۲۵ آوریل ۲۰۰۰   |
| ۳۰۲۸۷ | 2000 HK62       | ۲۵ آوریل ۲۰۰۰   |
| ۳۰۲۸۸ | 2000 HT62       | ۲۶ آوریل ۲۰۰۰   |
| ۳۰۲۸۹ | 2000 HP65       | ۲۶ آوریل ۲۰۰۰   |
| ۳۰۲۹۰ | 2000 HG69       | ۲۴ آوریل ۲۰۰۰   |
| ۳۰۲۹۱ | 2000 HL71       | ۲۴ آوریل ۲۰۰۰   |
| ۳۰۲۹۲ | 2000 HJ72       | ۲۶ آوریل ۲۰۰۰   |
| ۳۰۲۹۳ | 2000 HO72       | ۲۶ آوریل ۲۰۰۰   |
| ۳۰۲۹۴ | 2000 HQ74       | ۲۷ آوریل ۲۰۰۰   |
| ۳۰۲۹۵ | 2000 HV74       | ۲۷ آوریل ۲۰۰۰   |
| ۳۰۲۹۶ | 2000 HZ76       | ۲۷ آوریل ۲۰۰۰   |
| ۳۰۲۹۷ | 2000 HO77       | ۲۸ آوریل ۲۰۰۰   |
| ۳۰۲۹۸ | 2000 HJ81       | ۲۹ آوریل ۲۰۰۰   |
| ۳۰۲۹۹ | 2000 HW81       | ۲۹ آوریل ۲۰۰۰   |
| ۳۰۳۰۰ | 2000 HF86       | ۳۰ آوریل ۲۰۰۰   |
| ۳۰۳۰۱ | 2000 HK87       | ۲۷ آوریل ۲۰۰۰   |
| ۳۰۳۰۲ | 2000 HS88       | ۲۸ آوریل ۲۰۰۰   |
| ۳۰۳۰۳ | 2000 HS93       | ۲۹ آوریل ۲۰۰۰   |
| ۳۰۳۰۴ | 2000 HZ103      | ۲۷ آوریل ۲۰۰۰   |
| ۳۰۳۰۵ | Severi          | ۱ مه ۲۰۰۰       |
| ۳۰۳۰۶ | Frigyesriesz    | ۲ مه ۲۰۰۰       |
| ۳۰۳۰۷ | Marcelriesz     | ۲ مه ۲۰۰۰       |
| ۳۰۳۰۸ | 2000 JN1        | ۱ مه ۲۰۰۰       |
| ۳۰۳۰۹ | 2000 JR2        | ۳ مه ۲۰۰۰       |
| ۳۰۳۱۰ | 2000 JO9        | ۳ مه ۲۰۰۰       |
| ۳۰۳۱۱ | 2000 JS10       | ۹ مه ۲۰۰۰       |
| ۳۰۳۱۲ | 2000 JC11       | ۳ مه ۲۰۰۰       |
| ۳۰۳۱۳ | 2000 JF14       | ۶ مه ۲۰۰۰       |
| ۳۰۳۱۴ | 2000 JH14       | ۶ مه ۲۰۰۰       |
| ۳۰۳۱۵ | 2000 JM14       | ۶ مه ۲۰۰۰       |
| ۳۰۳۱۶ | 2000 JT14       | ۶ مه ۲۰۰۰       |
| ۳۰۳۱۷ | 2000 JR15       | ۳ مه ۲۰۰۰       |
| ۳۰۳۱۸ | 2000 JW15       | ۵ مه ۲۰۰۰       |
| ۳۰۳۱۹ | 2000 JT16       | ۵ مه ۲۰۰۰       |
| ۳۰۳۲۰ | 2000 JP17       | ۶ مه ۲۰۰۰       |
| ۳۰۳۲۱ | 2000 JT17       | ۶ مه ۲۰۰۰       |
| ۳۰۳۲۲ | 2000 JU17       | ۶ مه ۲۰۰۰       |
| ۳۰۳۲۳ | 2000 JV17       | ۶ مه ۲۰۰۰       |
| ۳۰۳۲۴ | 2000 JS19       | ۵ مه ۲۰۰۰       |
| ۳۰۳۲۵ | 2000 JV20       | ۶ مه ۲۰۰۰       |
| ۳۰۳۲۶ | 2000 JS21       | ۶ مه ۲۰۰۰       |
| ۳۰۳۲۷ | 2000 JP22       | ۶ مه ۲۰۰۰       |
| ۳۰۳۲۸ | 2000 JX22       | ۷ مه ۲۰۰۰       |
| ۳۰۳۲۹ | 2000 JR23       | ۷ مه ۲۰۰۰       |
| ۳۰۳۳۰ | 2000 JY24       | ۷ مه ۲۰۰۰       |
| ۳۰۳۳۱ | 2000 JT26       | ۷ مه ۲۰۰۰       |
| ۳۰۳۳۲ | 2000 JW26       | ۷ مه ۲۰۰۰       |
| ۳۰۳۳۳ | 2000 JH27       | ۷ مه ۲۰۰۰       |
| ۳۰۳۳۴ | 2000 JN28       | ۷ مه ۲۰۰۰       |
| ۳۰۳۳۵ | 2000 JU28       | ۷ مه ۲۰۰۰       |
| ۳۰۳۳۶ | 2000 JD29       | ۷ مه ۲۰۰۰       |
| ۳۰۳۳۷ | 2000 JO29       | ۷ مه ۲۰۰۰       |
| ۳۰۳۳۸ | 2000 JW29       | ۷ مه ۲۰۰۰       |
| ۳۰۳۳۹ | 2000 JQ32       | ۷ مه ۲۰۰۰       |
| ۳۰۳۴۰ | 2000 JY32       | ۷ مه ۲۰۰۰       |
| ۳۰۳۴۱ | 2000 JT33       | ۷ مه ۲۰۰۰       |
| ۳۰۳۴۲ | 2000 JX35       | ۷ مه ۲۰۰۰       |
| ۳۰۳۴۳ | 2000 JB36       | ۷ مه ۲۰۰۰       |
| ۳۰۳۴۴ | 2000 JG36       | ۷ مه ۲۰۰۰       |
| ۳۰۳۴۵ | 2000 JN36       | ۷ مه ۲۰۰۰       |
| ۳۰۳۴۶ | 2000 JK37       | ۷ مه ۲۰۰۰       |
| ۳۰۳۴۷ | 2000 JY37       | ۷ مه ۲۰۰۰       |
| ۳۰۳۴۸ | 2000 JD38       | ۷ مه ۲۰۰۰       |
| ۳۰۳۴۹ | 2000 JV38       | ۷ مه ۲۰۰۰       |
| ۳۰۳۵۰ | 2000 JA39       | ۷ مه ۲۰۰۰       |
| ۳۰۳۵۱ | 2000 JK39       | ۷ مه ۲۰۰۰       |
| ۳۰۳۵۲ | 2000 JL39       | ۷ مه ۲۰۰۰       |
| ۳۰۳۵۳ | 2000 JQ39       | ۷ مه ۲۰۰۰       |
| ۳۰۳۵۴ | 2000 JR39       | ۷ مه ۲۰۰۰       |
| ۳۰۳۵۵ | 2000 JU39       | ۷ مه ۲۰۰۰       |
| ۳۰۳۵۶ | 2000 JJ41       | ۷ مه ۲۰۰۰       |
| ۳۰۳۵۷ | 2000 JJ45       | ۷ مه ۲۰۰۰       |
| ۳۰۳۵۸ | 2000 JF49       | ۹ مه ۲۰۰۰       |
| ۳۰۳۵۹ | 2000 JE50       | ۹ مه ۲۰۰۰       |
| ۳۰۳۶۰ | 2000 JY50       | ۹ مه ۲۰۰۰       |
| ۳۰۳۶۱ | 2000 JJ51       | ۹ مه ۲۰۰۰       |
| ۳۰۳۶۲ | 2000 JD54       | ۶ مه ۲۰۰۰       |
| ۳۰۳۶۳ | 2000 JW54       | ۶ مه ۲۰۰۰       |
| ۳۰۳۶۴ | 2000 JX54       | ۶ مه ۲۰۰۰       |
| ۳۰۳۶۵ | 2000 JO55       | ۶ مه ۲۰۰۰       |
| ۳۰۳۶۶ | 2000 JC57       | ۶ مه ۲۰۰۰       |
| ۳۰۳۶۷ | 2000 JS57       | ۶ مه ۲۰۰۰       |
| ۳۰۳۶۸ | 2000 JT57       | ۶ مه ۲۰۰۰       |
| ۳۰۳۶۹ | 2000 JU58       | ۶ مه ۲۰۰۰       |
| ۳۰۳۷۰ | 2000 JA59       | ۶ مه ۲۰۰۰       |
| ۳۰۳۷۱ | 2000 JR59       | ۷ مه ۲۰۰۰       |
| ۳۰۳۷۲ | 2000 JK62       | ۷ مه ۲۰۰۰       |
| ۳۰۳۷۳ | 2000 JO62       | ۹ مه ۲۰۰۰       |
| ۳۰۳۷۴ | 2000 JU62       | ۹ مه ۲۰۰۰       |
| ۳۰۳۷۵ | 2000 JD63       | ۹ مه ۲۰۰۰       |
| ۳۰۳۷۶ | 2000 JE65       | ۵ مه ۲۰۰۰       |
| ۳۰۳۷۷ | 2000 JL66       | ۶ مه ۲۰۰۰       |
| ۳۰۳۷۸ | 2000 JW67       | ۶ مه ۲۰۰۰       |
| ۳۰۳۷۹ | 2000 JY69       | ۲ مه ۲۰۰۰       |
| ۳۰۳۸۰ | 2000 JE76       | ۶ مه ۲۰۰۰       |
| ۳۰۳۸۱ | 2000 JN76       | ۶ مه ۲۰۰۰       |
| ۳۰۳۸۲ | 2000 JB81       | ۱۵ مه ۲۰۰۰      |
| ۳۰۳۸۳ | 2000 KZ1        | ۲۶ مه ۲۰۰۰      |
| ۳۰۳۸۴ | 2000 KK3        | ۲۷ مه ۲۰۰۰      |
| ۳۰۳۸۵ | 2000 KG8        | ۲۷ مه ۲۰۰۰      |
| ۳۰۳۸۶ | 2000 KL16       | ۲۸ مه ۲۰۰۰      |
| ۳۰۳۸۷ | 2000 KN16       | ۲۸ مه ۲۰۰۰      |
| ۳۰۳۸۸ | 2000 KJ17       | ۲۸ مه ۲۰۰۰      |
| ۳۰۳۸۹ | 2000 KW17       | ۲۸ مه ۲۰۰۰      |
| ۳۰۳۹۰ | 2000 KX17       | ۲۸ مه ۲۰۰۰      |
| ۳۰۳۹۱ | 2000 KA23       | ۲۸ مه ۲۰۰۰      |
| ۳۰۳۹۲ | 2000 KX26       | ۲۸ مه ۲۰۰۰      |
| ۳۰۳۹۳ | 2000 KN30       | ۲۸ مه ۲۰۰۰      |
| ۳۰۳۹۴ | 2000 KZ32       | ۲۸ مه ۲۰۰۰      |
| ۳۰۳۹۵ | 2000 KQ36       | ۲۸ مه ۲۰۰۰      |
| ۳۰۳۹۶ | 2000 KV36       | ۲۸ مه ۲۰۰۰      |
| ۳۰۳۹۷ | 2000 KU39       | ۲۴ مه ۲۰۰۰      |
| ۳۰۳۹۸ | 2000 KM41       | ۳۰ مه ۲۰۰۰      |
| ۳۰۳۹۹ | 2000 KF42       | ۲۸ مه ۲۰۰۰      |
| ۳۰۴۰۰ | 2000 KL42       | ۲۸ مه ۲۰۰۰      |
| ۳۰۴۰۱ | 2000 KO47       | ۲۸ مه ۲۰۰۰      |
| ۳۰۴۰۲ | 2000 KN50       | ۲۳ مه ۲۰۰۰      |
| ۳۰۴۰۳ | 2000 KR50       | ۲۷ مه ۲۰۰۰      |
| ۳۰۴۰۴ | 2000 KN51       | ۳۱ مه ۲۰۰۰      |
| ۳۰۴۰۵ | 2000 KE52       | ۲۳ مه ۲۰۰۰      |
| ۳۰۴۰۶ | 2000 KU54       | ۲۷ مه ۲۰۰۰      |
| ۳۰۴۰۷ | 2000 KK55       | ۲۷ مه ۲۰۰۰      |
| ۳۰۴۰۸ | 2000 KW55       | ۲۷ مه ۲۰۰۰      |
| ۳۰۴۰۹ | 2000 KY55       | ۲۷ مه ۲۰۰۰      |
| ۳۰۴۱۰ | 2000 KU56       | ۲۷ مه ۲۰۰۰      |
| ۳۰۴۱۱ | 2000 KP57       | ۲۴ مه ۲۰۰۰      |
| ۳۰۴۱۲ | 2000 KJ58       | ۲۴ مه ۲۰۰۰      |
| ۳۰۴۱۳ | 2000 KS59       | ۲۵ مه ۲۰۰۰      |
| ۳۰۴۱۴ | 2000 KC69       | ۲۹ مه ۲۰۰۰      |
| ۳۰۴۱۵ | 2000 KT74       | ۲۷ مه ۲۰۰۰      |
| ۳۰۴۱۶ | 2000 KG76       | ۲۷ مه ۲۰۰۰      |
| ۳۰۴۱۷ | Staudt          | ۱ ژوئن ۲۰۰۰     |
| ۳۰۴۱۸ | Jakobsteiner    | ۱ ژوئن ۲۰۰۰     |
| ۳۰۴۱۸ | 2000 LU         | ۲ ژوئن ۲۰۰۰     |
| ۳۰۴۲۰ | 2000 LD1        | ۱ ژوئن ۲۰۰۰     |
| ۳۰۴۲۱ | 2000 LM2        | ۴ ژوئن ۲۰۰۰     |
| ۳۰۴۲۲ | 2000 LE4        | ۴ ژوئن ۲۰۰۰     |
| ۳۰۴۲۳ | 2000 LG4        | ۴ ژوئن ۲۰۰۰     |
| ۳۰۴۲۴ | 2000 LS4        | ۵ ژوئن ۲۰۰۰     |
| ۳۰۴۲۵ | 2000 LP7        | ۵ ژوئن ۲۰۰۰     |
| ۳۰۴۲۶ | 2000 LU8        | ۵ ژوئن ۲۰۰۰     |
| ۳۰۴۲۷ | 2000 LX8        | ۵ ژوئن ۲۰۰۰     |
| ۳۰۴۲۸ | 2000 LP11       | ۴ ژوئن ۲۰۰۰     |
| ۳۰۴۲۹ | 2000 LR11       | ۴ ژوئن ۲۰۰۰     |
| ۳۰۴۳۰ | 2000 LO16       | ۴ ژوئن ۲۰۰۰     |
| ۳۰۴۳۱ | 2000 LR16       | ۴ ژوئن ۲۰۰۰     |
| ۳۰۴۳۲ | 2000 LM20       | ۸ ژوئن ۲۰۰۰     |
| ۳۰۴۳۳ | 2000 LJ21       | ۸ ژوئن ۲۰۰۰     |
| ۳۰۴۳۴ | 2000 LQ21       | ۸ ژوئن ۲۰۰۰     |
| ۳۰۴۳۵ | 2000 LB29       | ۹ ژوئن ۲۰۰۰     |
| ۳۰۴۳۶ | 2000 LC29       | ۹ ژوئن ۲۰۰۰     |
| ۳۰۴۳۷ | 2000 LE32       | ۵ ژوئن ۲۰۰۰     |
| ۳۰۴۳۸ | 2000 LL34       | ۳ ژوئن ۲۰۰۰     |
| ۳۰۴۳۹ | Moe             | ۲۱ ژوئن ۲۰۰۰    |
| ۳۰۴۴۰ | Larry           | ۲۲ ژوئن ۲۰۰۰    |
| ۳۰۴۴۱ | Curly           | ۲۴ ژوئن ۲۰۰۰    |
| ۳۰۴۴۲ | 2000 MO4        | ۲۵ ژوئن ۲۰۰۰    |
| ۳۰۴۴۳ | Stieltjes       | ۳ ژوئیه ۲۰۰۰    |
| ۳۰۴۴۴ | Shemp           | ۵ ژوئیه ۲۰۰۰    |
| ۳۰۴۴۵ | Stirling        | ۵ ژوئیه ۲۰۰۰    |
| ۳۰۴۴۶ | 2000 NO2        | ۳ ژوئیه ۲۰۰۰    |
| ۳۰۴۴۷ | 2000 NO3        | ۳ ژوئیه ۲۰۰۰    |
| ۳۰۴۴۸ | Yoshiomoriyama  | ۷ ژوئیه ۲۰۰۰    |
| ۳۰۴۴۹ | 2000 NH13       | ۵ ژوئیه ۲۰۰۰    |
| ۳۰۴۵۰ | 2000 NM20       | ۶ ژوئیه ۲۰۰۰    |
| ۳۰۴۵۱ | 2000 NX23       | ۵ ژوئیه ۲۰۰۰    |
| ۳۰۴۵۲ | 2000 NR24       | ۴ ژوئیه ۲۰۰۰    |
| ۳۰۴۵۳ | 2000 NQ25       | ۴ ژوئیه ۲۰۰۰    |
| ۳۰۴۵۴ | 2000 NK26       | ۴ ژوئیه ۲۰۰۰    |
| ۳۰۴۵۵ | 2000 NB27       | ۴ ژوئیه ۲۰۰۰    |
| ۳۰۴۵۶ | 2000 OY1        | ۲۳ ژوئیه ۲۰۰۰   |
| ۳۰۴۵۷ | 2000 OZ3        | ۲۴ ژوئیه ۲۰۰۰   |
| ۳۰۴۵۸ | 2000 OC6        | ۲۴ ژوئیه ۲۰۰۰   |
| ۳۰۴۵۹ | 2000 OK6        | ۲۹ ژوئیه ۲۰۰۰   |
| ۳۰۴۶۰ | 2000 OT6        | ۲۹ ژوئیه ۲۰۰۰   |
| ۳۰۴۶۱ | 2000 OZ9        | ۲۳ ژوئیه ۲۰۰۰   |
| ۳۰۴۶۲ | 2000 OM10       | ۲۳ ژوئیه ۲۰۰۰   |
| ۳۰۴۶۳ | 2000 OE11       | ۲۳ ژوئیه ۲۰۰۰   |
| ۳۰۴۶۴ | 2000 OH12       | ۲۳ ژوئیه ۲۰۰۰   |
| ۳۰۴۶۵ | 2000 OY13       | ۲۳ ژوئیه ۲۰۰۰   |
| ۳۰۴۶۶ | 2000 OP14       | ۲۳ ژوئیه ۲۰۰۰   |
| ۳۰۴۶۷ | 2000 OV14       | ۲۳ ژوئیه ۲۰۰۰   |
| ۳۰۴۶۸ | 2000 OW16       | ۲۳ ژوئیه ۲۰۰۰   |
| ۳۰۴۶۹ | 2000 OZ16       | ۲۳ ژوئیه ۲۰۰۰   |
| ۳۰۴۷۰ | 2000 OR19       | ۳۰ ژوئیه ۲۰۰۰   |
| ۳۰۴۷۱ | 2000 OF20       | ۳۰ ژوئیه ۲۰۰۰   |
| ۳۰۴۷۲ | 2000 OM23       | ۲۳ ژوئیه ۲۰۰۰   |
| ۳۰۴۷۳ | 2000 OP23       | ۲۳ ژوئیه ۲۰۰۰   |
| ۳۰۴۷۴ | 2000 OE26       | ۲۳ ژوئیه ۲۰۰۰   |
| ۳۰۴۷۵ | 2000 OA32       | ۳۰ ژوئیه ۲۰۰۰   |
| ۳۰۴۷۶ | 2000 OY34       | ۳۰ ژوئیه ۲۰۰۰   |
| ۳۰۴۷۷ | 2000 OM36       | ۳۰ ژوئیه ۲۰۰۰   |
| ۳۰۴۷۸ | 2000 OQ37       | ۳۰ ژوئیه ۲۰۰۰   |
| ۳۰۴۷۹ | 2000 OW37       | ۳۰ ژوئیه ۲۰۰۰   |
| ۳۰۴۸۰ | 2000 OH40       | ۳۰ ژوئیه ۲۰۰۰   |
| ۳۰۴۸۱ | 2000 OX40       | ۳۰ ژوئیه ۲۰۰۰   |
| ۳۰۴۸۲ | 2000 OG45       | ۳۰ ژوئیه ۲۰۰۰   |
| ۳۰۴۸۳ | 2000 OG52       | ۲۴ ژوئیه ۲۰۰۰   |
| ۳۰۴۸۴ | 2000 PD6        | ۵ اوت ۲۰۰۰      |
| ۳۰۴۸۵ | 2000 PK16       | ۱ اوت ۲۰۰۰      |
| ۳۰۴۸۶ | 2000 PE23       | ۲ اوت ۲۰۰۰      |
| ۳۰۴۸۷ | 2000 QG10       | ۲۴ اوت ۲۰۰۰     |
| ۳۰۴۸۸ | 2000 QJ11       | ۲۴ اوت ۲۰۰۰     |
| ۳۰۴۸۹ | 2000 QL32       | ۲۶ اوت ۲۰۰۰     |
| ۳۰۴۹۰ | 2000 QP33       | ۲۶ اوت ۲۰۰۰     |
| ۳۰۴۹۱ | 2000 QJ38       | ۲۴ اوت ۲۰۰۰     |
| ۳۰۴۹۲ | 2000 QQ40       | ۲۴ اوت ۲۰۰۰     |
| ۳۰۴۹۳ | 2000 QM48       | ۲۴ اوت ۲۰۰۰     |
| ۳۰۴۹۴ | 2000 QD67       | ۲۸ اوت ۲۰۰۰     |
| ۳۰۴۹۵ | 2000 QZ72       | ۲۴ اوت ۲۰۰۰     |
| ۳۰۴۹۶ | 2000 QN80       | ۲۴ اوت ۲۰۰۰     |
| ۳۰۴۹۷ | 2000 QH97       | ۲۸ اوت ۲۰۰۰     |
| ۳۰۴۹۸ | 2000 QK100      | ۲۸ اوت ۲۰۰۰     |
| ۳۰۴۹۹ | 2000 QE169      | ۳۱ اوت ۲۰۰۰     |
| ۳۰۵۰۰ | 2000 QC193      | ۲۹ اوت ۲۰۰۰     |
| ۳۰۵۰۱ | 2000 RH17       | ۱ سپتامبر ۲۰۰۰  |
| ۳۰۵۰۲ | 2000 RY29       | ۱ سپتامبر ۲۰۰۰  |
| ۳۰۵۰۳ | 2000 RW79       | ۱ سپتامبر ۲۰۰۰  |
| ۳۰۵۰۴ | 2000 RS80       | ۱ سپتامبر ۲۰۰۰  |
| ۳۰۵۰۵ | 2000 RW82       | ۱ سپتامبر ۲۰۰۰  |
| ۳۰۵۰۶ | 2000 RO85       | ۲ سپتامبر ۲۰۰۰  |
| ۳۰۵۰۷ | 2000 SK8        | ۱۹ سپتامبر ۲۰۰۰ |
| ۳۰۵۰۸ | 2000 SZ130      | ۲۲ سپتامبر ۲۰۰۰ |
| ۳۰۵۰۹ | 2000 YQ105      | ۲۸ دسامبر ۲۰۰۰  |
| ۳۰۵۱۰ | 2001 DM44       | ۱۹ فوریه ۲۰۰۱   |
| ۳۰۵۱۱ | 2001 FS29       | ۱۸ مارس ۲۰۰۱    |
| ۳۰۵۱۲ | 2001 HO8        | ۲۱ آوریل ۲۰۰۱   |
| ۳۰۵۱۳ | 2001 HE48       | ۲۱ آوریل ۲۰۰۱   |
| ۳۰۵۱۴ | 2001 HQ49       | ۲۱ آوریل ۲۰۰۱   |
| ۳۰۵۱۵ | 2001 KZ29       | ۲۱ مه ۲۰۰۱      |
| ۳۰۵۱۶ | 2001 LB7        | ۱۵ ژوئن ۲۰۰۱    |
| ۳۰۵۱۷ | 2001 LJ15       | ۱۱ ژوئن ۲۰۰۱    |
| ۳۰۵۱۸ | 2001 LE16       | ۱۳ ژوئن ۲۰۰۱    |
| ۳۰۵۱۹ | 2001 ML9        | ۲۱ ژوئن ۲۰۰۱    |
| ۳۰۵۲۰ | 2001 MM11       | ۱۹ ژوئن ۲۰۰۱    |
| ۳۰۵۲۱ | 2001 MU14       | ۲۸ ژوئن ۲۰۰۱    |
| ۳۰۵۲۲ | 2001 MQ15       | ۲۵ ژوئن ۲۰۰۱    |
| ۳۰۵۲۳ | 2001 MK23       | ۲۷ ژوئن ۲۰۰۱    |
| ۳۰۵۲۴ | 2001 MY24       | ۱۶ ژوئن ۲۰۰۱    |
| ۳۰۵۲۵ | 2001 MX28       | ۲۷ ژوئن ۲۰۰۱    |
| ۳۰۵۲۶ | 2001 NC2        | ۱۳ ژوئیه ۲۰۰۱   |
| ۳۰۵۲۷ | 2001 NW10       | ۱۴ ژوئیه ۲۰۰۱   |
| ۳۰۵۲۸ | 2001 NT17       | ۱۴ ژوئیه ۲۰۰۱   |
| ۳۰۵۲۹ | 2001 NE18       | ۱۰ ژوئیه ۲۰۰۱   |
| ۳۰۵۳۰ | 2001 NS18       | ۱۲ ژوئیه ۲۰۰۱   |
| ۳۰۵۳۱ | 2001 ND21       | ۱۴ ژوئیه ۲۰۰۱   |
| ۳۰۵۳۱ | 2001 OO         | ۱۷ ژوئیه ۲۰۰۱   |
| ۳۰۵۳۳ | 2001 OV4        | ۱۶ ژوئیه ۲۰۰۱   |
| ۳۰۵۳۴ | 2001 OA5        | ۱۷ ژوئیه ۲۰۰۱   |
| ۳۰۵۳۵ | 2001 OR5        | ۱۷ ژوئیه ۲۰۰۱   |
| ۳۰۵۳۶ | 2001 OJ7        | ۱۷ ژوئیه ۲۰۰۱   |
| ۳۰۵۳۷ | 2001 OR8        | ۱۷ ژوئیه ۲۰۰۱   |
| ۳۰۵۳۸ | 2001 OG12       | ۲۰ ژوئیه ۲۰۰۱   |
| ۳۰۵۳۹ | 2001 OT13       | ۲۰ ژوئیه ۲۰۰۱   |
| ۳۰۵۴۰ | 2001 ON14       | ۲۰ ژوئیه ۲۰۰۱   |
| ۳۰۵۴۱ | 2001 OG20       | ۲۱ ژوئیه ۲۰۰۱   |
| ۳۰۵۴۲ | 2001 OG23       | ۲۱ ژوئیه ۲۰۰۱   |
| ۳۰۵۴۳ | 2001 OE27       | ۱۸ ژوئیه ۲۰۰۱   |
| ۳۰۵۴۴ | 2001 OO32       | ۱۹ ژوئیه ۲۰۰۱   |
| ۳۰۵۴۵ | 2001 OT35       | ۲۱ ژوئیه ۲۰۰۱   |
| ۳۰۵۴۶ | 2001 OA38       | ۲۰ ژوئیه ۲۰۰۱   |
| ۳۰۵۴۷ | 2001 OS44       | ۲۳ ژوئیه ۲۰۰۱   |
| ۳۰۵۴۸ | 2001 OT45       | ۱۶ ژوئیه ۲۰۰۱   |
| ۳۰۵۴۹ | 2001 OE46       | ۱۶ ژوئیه ۲۰۰۱   |
| ۳۰۵۵۰ | 2001 OH47       | ۱۶ ژوئیه ۲۰۰۱   |
| ۳۰۵۵۱ | 2001 OH50       | ۱۹ ژوئیه ۲۰۰۱   |
| ۳۰۵۵۲ | 2001 OM54       | ۲۲ ژوئیه ۲۰۰۱   |
| ۳۰۵۵۳ | 2001 OV56       | ۱۶ ژوئیه ۲۰۰۱   |
| ۳۰۵۵۴ | 2001 OP57       | ۱۹ ژوئیه ۲۰۰۱   |
| ۳۰۵۵۵ | 2001 OM59       | ۲۱ ژوئیه ۲۰۰۱   |
| ۳۰۵۵۶ | 2001 OX59       | ۲۱ ژوئیه ۲۰۰۱   |
| ۳۰۵۵۷ | 2001 OD67       | ۲۶ ژوئیه ۲۰۰۱   |
| ۳۰۵۵۸ | 2001 OC68       | ۱۶ ژوئیه ۲۰۰۱   |
| ۳۰۵۵۹ | 2001 OG68       | ۱۶ ژوئیه ۲۰۰۱   |
| ۳۰۵۶۰ | 2001 OO71       | ۲۰ ژوئیه ۲۰۰۱   |
| ۳۰۵۶۱ | 2001 OP71       | ۲۰ ژوئیه ۲۰۰۱   |
| ۳۰۵۶۲ | 2001 ON72       | ۲۱ ژوئیه ۲۰۰۱   |
| ۳۰۵۶۳ | 2001 OZ75       | ۲۷ ژوئیه ۲۰۰۱   |
| ۳۰۵۶۴ | Olomouc         | ۲۸ ژوئیه ۲۰۰۱   |
| ۳۰۵۶۵ | 2001 OV80       | ۲۹ ژوئیه ۲۰۰۱   |
| ۳۰۵۶۶ | Stokes          | ۲۹ ژوئیه ۲۰۰۱   |
| ۳۰۵۶۷ | 2001 OR90       | ۲۵ ژوئیه ۲۰۰۱   |
| ۳۰۵۶۸ | 2001 OQ91       | ۳۱ ژوئیه ۲۰۰۱   |
| ۳۰۵۶۹ | 2001 OG94       | ۲۷ ژوئیه ۲۰۰۱   |
| ۳۰۵۷۰ | 2001 OO96       | ۲۴ ژوئیه ۲۰۰۱   |
| ۳۰۵۷۱ | 2001 OW97       | ۲۵ ژوئیه ۲۰۰۱   |
| ۳۰۵۷۲ | 2001 OE98       | ۲۵ ژوئیه ۲۰۰۱   |
| ۳۰۵۷۳ | 2001 OR99       | ۲۷ ژوئیه ۲۰۰۱   |
| ۳۰۵۷۴ | 2001 OQ100      | ۲۷ ژوئیه ۲۰۰۱   |
| ۳۰۵۷۵ | 2001 OM101      | ۲۸ ژوئیه ۲۰۰۱   |
| ۳۰۵۷۶ | 2001 OC103      | ۲۹ ژوئیه ۲۰۰۱   |
| ۳۰۵۷۷ | 2001 OU103      | ۲۹ ژوئیه ۲۰۰۱   |
| ۳۰۵۷۸ | 2001 OD105      | ۲۸ ژوئیه ۲۰۰۱   |
| ۳۰۵۷۹ | 2001 OW107      | ۳۰ ژوئیه ۲۰۰۱   |
| ۳۰۵۸۰ | 2001 PG2        | ۳ اوت ۲۰۰۱      |
| ۳۰۵۸۱ | 2001 PY2        | ۳ اوت ۲۰۰۱      |
| ۳۰۵۸۲ | 2001 PJ3        | ۵ اوت ۲۰۰۱      |
| ۳۰۵۸۳ | 2001 PZ6        | ۱۰ اوت ۲۰۰۱     |
| ۳۰۵۸۴ | 2001 PF9        | ۱۱ اوت ۲۰۰۱     |
| ۳۰۵۸۵ | 2001 PE14       | ۱۴ اوت ۲۰۰۱     |
| ۳۰۵۸۶ | 2001 PV21       | ۱۰ اوت ۲۰۰۱     |
| ۳۰۵۸۷ | 2001 PC33       | ۱۰ اوت ۲۰۰۱     |
| ۳۰۵۸۸ | 2001 PC35       | ۱۰ اوت ۲۰۰۱     |
| ۳۰۵۸۹ | 2001 QQ7        | ۱۶ اوت ۲۰۰۱     |
| ۳۰۵۹۰ | 2001 QZ9        | ۱۶ اوت ۲۰۰۱     |
| ۳۰۵۹۱ | 2001 QG10       | ۱۶ اوت ۲۰۰۱     |
| ۳۰۵۹۲ | 2001 QO10       | ۱۶ اوت ۲۰۰۱     |
| ۳۰۵۹۳ | 2001 QZ16       | ۱۶ اوت ۲۰۰۱     |
| ۳۰۵۹۴ | 2001 QD30       | ۱۶ اوت ۲۰۰۱     |
| ۳۰۵۹۵ | 2001 QE43       | ۱۶ اوت ۲۰۰۱     |
| ۳۰۵۹۶ | 2001 QQ65       | ۱۷ اوت ۲۰۰۱     |
| ۳۰۵۹۷ | 2001 QP69       | ۱۷ اوت ۲۰۰۱     |
| ۳۰۵۹۸ | 2001 QA117      | ۱۷ اوت ۲۰۰۱     |
| ۳۰۵۹۸ | 2052 P-L        | ۲۴ سپتامبر ۱۹۶۰ |
| ۳۰۵۹۸ | 2078 P-L        | ۲۶ سپتامبر ۱۹۶۰ |
| ۳۰۵۹۸ | 2082 P-L        | ۲۴ سپتامبر ۱۹۶۰ |
| ۳۰۵۹۸ | 2086 P-L        | ۲۴ سپتامبر ۱۹۶۰ |
| ۳۰۵۹۸ | 2106 P-L        | ۲۴ سپتامبر ۱۹۶۰ |
| ۳۰۵۹۸ | 2107 P-L        | ۲۴ سپتامبر ۱۹۶۰ |
| ۳۰۵۹۸ | 2204 P-L        | ۲۴ سپتامبر ۱۹۶۰ |
| ۳۰۵۹۸ | 2503 P-L        | ۲۶ سپتامبر ۱۹۶۰ |
| ۳۰۵۹۸ | 2507 P-L        | ۲۴ سپتامبر ۱۹۶۰ |
| ۳۰۵۹۸ | 2573 P-L        | ۲۴ سپتامبر ۱۹۶۰ |
| ۳۰۵۹۸ | 2618 P-L        | ۲۴ سپتامبر ۱۹۶۰ |
| ۳۰۵۹۸ | 2623 P-L        | ۲۴ سپتامبر ۱۹۶۰ |
| ۳۰۵۹۸ | 2627 P-L        | ۲۴ سپتامبر ۱۹۶۰ |
| ۳۰۵۹۸ | 2638 P-L        | ۲۴ سپتامبر ۱۹۶۰ |
| ۳۰۵۹۸ | 2678 P-L        | ۲۴ سپتامبر ۱۹۶۰ |
| ۳۰۵۹۸ | 2778 P-L        | ۲۴ سپتامبر ۱۹۶۰ |
| ۳۰۵۹۸ | 2818 P-L        | ۲۴ سپتامبر ۱۹۶۰ |
| ۳۰۵۹۸ | 3049 P-L        | ۲۴ سپتامبر ۱۹۶۰ |
| ۳۰۵۹۸ | 3068 P-L        | ۲۵ سپتامبر ۱۹۶۰ |
| ۳۰۵۹۸ | 3084 P-L        | ۲۵ سپتامبر ۱۹۶۰ |
| ۳۰۵۹۸ | 4045 P-L        | ۲۴ سپتامبر ۱۹۶۰ |
| ۳۰۵۹۸ | 4126 P-L        | ۲۴ سپتامبر ۱۹۶۰ |
| ۳۰۵۹۸ | 4189 P-L        | ۲۴ سپتامبر ۱۹۶۰ |
| ۳۰۵۹۸ | 4213 P-L        | ۲۴ سپتامبر ۱۹۶۰ |
| ۳۰۵۹۸ | 4226 P-L        | ۲۵ سپتامبر ۱۹۶۰ |
| ۳۰۵۹۸ | 4232 P-L        | ۲۴ سپتامبر ۱۹۶۰ |
| ۳۰۵۹۸ | 4236 P-L        | ۲۴ سپتامبر ۱۹۶۰ |
| ۳۰۵۹۸ | 4240 P-L        | ۲۴ سپتامبر ۱۹۶۰ |
| ۳۰۵۹۸ | 4269 P-L        | ۲۴ سپتامبر ۱۹۶۰ |
| ۳۰۵۹۸ | 4644 P-L        | ۲۴ سپتامبر ۱۹۶۰ |
| ۳۰۵۹۸ | 4667 P-L        | ۲۶ سپتامبر ۱۹۶۰ |
| ۳۰۵۹۸ | 4733 P-L        | ۲۴ سپتامبر ۱۹۶۰ |
| ۳۰۵۹۸ | 6026 P-L        | ۲۴ سپتامبر ۱۹۶۰ |
| ۳۰۵۹۸ | 6117 P-L        | ۲۶ سپتامبر ۱۹۶۰ |
| ۳۰۵۹۸ | 6120 P-L        | ۲۴ سپتامبر ۱۹۶۰ |
| ۳۰۵۹۸ | 6128 P-L        | ۲۴ سپتامبر ۱۹۶۰ |
| ۳۰۵۹۸ | 6186 P-L        | ۲۴ سپتامبر ۱۹۶۰ |
| ۳۰۵۹۸ | 6190 P-L        | ۲۴ سپتامبر ۱۹۶۰ |
| ۳۰۵۹۸ | 6196 P-L        | ۲۴ سپتامبر ۱۹۶۰ |
| ۳۰۵۹۸ | 6237 P-L        | ۲۴ سپتامبر ۱۹۶۰ |
| ۳۰۵۹۸ | 6246 P-L        | ۲۴ سپتامبر ۱۹۶۰ |
| ۳۰۵۹۸ | 6319 P-L        | ۲۴ سپتامبر ۱۹۶۰ |
| ۳۰۵۹۸ | 6349 P-L        | ۲۴ سپتامبر ۱۹۶۰ |
| ۳۰۵۹۸ | 6532 P-L        | ۲۴ سپتامبر ۱۹۶۰ |
| ۳۰۵۹۸ | 6590 P-L        | ۲۴ سپتامبر ۱۹۶۰ |
| ۳۰۵۹۸ | 6601 P-L        | ۲۴ سپتامبر ۱۹۶۰ |
| ۳۰۵۹۸ | 6604 P-L        | ۲۴ سپتامبر ۱۹۶۰ |
| ۳۰۵۹۸ | 6623 P-L        | ۲۴ سپتامبر ۱۹۶۰ |
| ۳۰۵۹۸ | 6642 P-L        | ۲۴ سپتامبر ۱۹۶۰ |
| ۳۰۵۹۸ | 6679 P-L        | ۲۴ سپتامبر ۱۹۶۰ |
| ۳۰۵۹۸ | 6871 P-L        | ۲۴ سپتامبر ۱۹۶۰ |
| ۳۰۵۹۸ | 7638 P-L        | ۱۷ اکتبر ۱۹۶۰   |
| ۳۰۵۹۸ | 9588 P-L        | ۱۷ اکتبر ۱۹۶۰   |
| ۳۰۶۵۲ | 1236 T-1        | ۲۵ مارس ۱۹۷۱    |
| ۳۰۶۵۳ | 2190 T-1        | ۲۵ مارس ۱۹۷۱    |
| ۳۰۶۵۴ | 2234 T-1        | ۲۵ مارس ۱۹۷۱    |
| ۳۰۶۵۵ | 2289 T-1        | ۲۵ مارس ۱۹۷۱    |
| ۳۰۶۵۶ | 3098 T-1        | ۲۶ مارس ۱۹۷۱    |
| ۳۰۶۵۷ | 3258 T-1        | ۲۶ مارس ۱۹۷۱    |
| ۳۰۶۵۸ | 4042 T-1        | ۲۶ مارس ۱۹۷۱    |
| ۳۰۶۵۹ | 4109 T-1        | ۲۶ مارس ۱۹۷۱    |
| ۳۰۶۶۰ | 4142 T-1        | ۲۶ مارس ۱۹۷۱    |
| ۳۰۶۶۱ | 4166 T-1        | ۲۶ مارس ۱۹۷۱    |
| ۳۰۶۶۲ | 4256 T-1        | ۲۶ مارس ۱۹۷۱    |
| ۳۰۶۶۳ | 1026 T-2        | ۲۹ سپتامبر ۱۹۷۳ |
| ۳۰۶۶۴ | 1040 T-2        | ۲۹ سپتامبر ۱۹۷۳ |
| ۳۰۶۶۵ | 1144 T-2        | ۲۹ سپتامبر ۱۹۷۳ |
| ۳۰۶۶۶ | 1156 T-2        | ۲۹ سپتامبر ۱۹۷۳ |
| ۳۰۶۶۷ | 1177 T-2        | ۲۹ سپتامبر ۱۹۷۳ |
| ۳۰۶۶۸ | 1227 T-2        | ۲۹ سپتامبر ۱۹۷۳ |
| ۳۰۶۶۹ | 1234 T-2        | ۲۹ سپتامبر ۱۹۷۳ |
| ۳۰۶۷۰ | 1283 T-2        | ۲۹ سپتامبر ۱۹۷۳ |
| ۳۰۶۷۱ | 1314 T-2        | ۲۹ سپتامبر ۱۹۷۳ |
| ۳۰۶۷۲ | 1346 T-2        | ۲۹ سپتامبر ۱۹۷۳ |
| ۳۰۶۷۳ | 1409 T-2        | ۳۰ سپتامبر ۱۹۷۳ |
| ۳۰۶۷۴ | 1455 T-2        | ۳۰ سپتامبر ۱۹۷۳ |
| ۳۰۶۷۵ | 2042 T-2        | ۲۹ سپتامبر ۱۹۷۳ |
| ۳۰۶۷۶ | 2201 T-2        | ۲۹ سپتامبر ۱۹۷۳ |
| ۳۰۶۷۷ | 2231 T-2        | ۲۹ سپتامبر ۱۹۷۳ |
| ۳۰۶۷۸ | 2265 T-2        | ۲۹ سپتامبر ۱۹۷۳ |
| ۳۰۶۷۹ | 2303 T-2        | ۲۹ سپتامبر ۱۹۷۳ |
| ۳۰۶۸۰ | 3029 T-2        | ۳۰ سپتامبر ۱۹۷۳ |
| ۳۰۶۸۱ | 3084 T-2        | ۳۰ سپتامبر ۱۹۷۳ |
| ۳۰۶۸۲ | 3209 T-2        | ۳۰ سپتامبر ۱۹۷۳ |
| ۳۰۶۸۳ | 3211 T-2        | ۳۰ سپتامبر ۱۹۷۳ |
| ۳۰۶۸۴ | 3237 T-2        | ۳۰ سپتامبر ۱۹۷۳ |
| ۳۰۶۸۵ | 3243 T-2        | ۳۰ سپتامبر ۱۹۷۳ |
| ۳۰۶۸۶ | 3288 T-2        | ۳۰ سپتامبر ۱۹۷۳ |
| ۳۰۶۸۷ | 3347 T-2        | ۲۵ سپتامبر ۱۹۷۳ |
| ۳۰۶۸۸ | 4194 T-2        | ۲۹ سپتامبر ۱۹۷۳ |
| ۳۰۶۸۹ | 4318 T-2        | ۲۹ سپتامبر ۱۹۷۳ |
| ۳۰۶۹۰ | 4633 T-2        | ۳۰ سپتامبر ۱۹۷۳ |
| ۳۰۶۹۱ | 4810 T-2        | ۲۵ سپتامبر ۱۹۷۳ |
| ۳۰۶۹۲ | 5040 T-2        | ۲۵ سپتامبر ۱۹۷۳ |
| ۳۰۶۹۳ | 5069 T-2        | ۲۵ سپتامبر ۱۹۷۳ |
| ۳۰۶۹۴ | 5112 T-2        | ۲۵ سپتامبر ۱۹۷۳ |
| ۳۰۶۹۵ | 1020 T-3        | ۱۷ اکتبر ۱۹۷۷   |
| ۳۰۶۹۶ | 1110 T-3        | ۱۷ اکتبر ۱۹۷۷   |
| ۳۰۶۹۷ | 2137 T-3        | ۱۶ اکتبر ۱۹۷۷   |
| ۳۰۶۹۸ | Hippokoon       | ۱۶ اکتبر ۱۹۷۷   |
| ۳۰۶۹۹ | 2356 T-3        | ۱۶ اکتبر ۱۹۷۷   |
| ۳۰۷۰۰ | 2367 T-3        | ۱۶ اکتبر ۱۹۷۷   |
| ۳۰۷۰۱ | 2381 T-3        | ۱۶ اکتبر ۱۹۷۷   |
| ۳۰۷۰۲ | 3042 T-3        | ۱۶ اکتبر ۱۹۷۷   |
| ۳۰۷۰۳ | 3101 T-3        | ۱۶ اکتبر ۱۹۷۷   |
| ۳۰۷۰۴ | Phegeus         | ۱۶ اکتبر ۱۹۷۷   |
| ۳۰۷۰۵ | Idaios          | ۱۶ اکتبر ۱۹۷۷   |
| ۳۰۷۰۶ | 4026 T-3        | ۱۶ اکتبر ۱۹۷۷   |
| ۳۰۷۰۷ | 4075 T-3        | ۱۶ اکتبر ۱۹۷۷   |
| ۳۰۷۰۸ | Echepolos       | ۱۶ اکتبر ۱۹۷۷   |
| ۳۰۷۰۹ | 4107 T-3        | ۱۶ اکتبر ۱۹۷۷   |
| ۳۰۷۱۰ | 4137 T-3        | ۱۶ اکتبر ۱۹۷۷   |
| ۳۰۷۱۱ | 4186 T-3        | ۱۶ اکتبر ۱۹۷۷   |
| ۳۰۷۱۲ | 4207 T-3        | ۱۶ اکتبر ۱۹۷۷   |
| ۳۰۷۱۳ | 4216 T-3        | ۱۶ اکتبر ۱۹۷۷   |
| ۳۰۷۱۴ | 4282 T-3        | ۱۶ اکتبر ۱۹۷۷   |
| ۳۰۷۱۵ | 5034 T-3        | ۱۶ اکتبر ۱۹۷۷   |
| ۳۰۷۱۶ | 5107 T-3        | ۱۶ اکتبر ۱۹۷۷   |
| ۳۰۷۱۶ | 1937 UD         | ۲۶ اکتبر ۱۹۳۷   |
| ۳۰۷۱۸ | Records         | ۱۴ سپتامبر ۱۹۵۵ |
| ۳۰۷۱۸ | 1963 RJ         | ۱۳ سپتامبر ۱۹۶۳ |
| ۳۰۷۱۸ | 1969 GB         | ۹ آوریل ۱۹۶۹    |
| ۳۰۷۲۱ | 1975 ST1        | ۳۰ سپتامبر ۱۹۷۵ |
| ۳۰۷۲۲ | Biblioran       | ۶ سپتامبر ۱۹۷۸  |
| ۳۰۷۲۳ | 1978 RU8        | ۲ سپتامبر ۱۹۷۸  |
| ۳۰۷۲۴ | Peterburgtrista | ۲۶ سپتامبر ۱۹۷۸ |
| ۳۰۷۲۵ | 1978 SA8        | ۲۶ سپتامبر ۱۹۷۸ |
| ۳۰۷۲۶ | 1978 VK7        | ۷ نوامبر ۱۹۷۸   |
| ۳۰۷۲۷ | 1979 MC9        | ۲۵ ژوئن ۱۹۷۹    |
| ۳۰۷۲۸ | 1979 QD2        | ۲۲ اوت ۱۹۷۹     |
| ۳۰۷۲۸ | 1980 TA         | ۱۱ اکتبر ۱۹۸۰   |
| ۳۰۷۲۸ | 1981 DL         | ۲۸ فوریه ۱۹۸۱   |
| ۳۰۷۳۱ | 1981 EK2        | ۲ مارس ۱۹۸۱     |
| ۳۰۷۳۲ | 1981 EQ2        | ۲ مارس ۱۹۸۱     |
| ۳۰۷۳۳ | 1981 EJ3        | ۲ مارس ۱۹۸۱     |
| ۳۰۷۳۴ | 1981 ES3        | ۲ مارس ۱۹۸۱     |
| ۳۰۷۳۵ | 1981 EF7        | ۶ مارس ۱۹۸۱     |
| ۳۰۷۳۶ | 1981 EU7        | ۱ مارس ۱۹۸۱     |
| ۳۰۷۳۷ | 1981 ER9        | ۱ مارس ۱۹۸۱     |
| ۳۰۷۳۸ | 1981 EO11       | ۷ مارس ۱۹۸۱     |
| ۳۰۷۳۹ | 1981 EN14       | ۱ مارس ۱۹۸۱     |
| ۳۰۷۴۰ | 1981 ET14       | ۱ مارس ۱۹۸۱     |
| ۳۰۷۴۱ | 1981 EQ15       | ۱ مارس ۱۹۸۱     |
| ۳۰۷۴۲ | 1981 EG17       | ۱ مارس ۱۹۸۱     |
| ۳۰۷۴۳ | 1981 EQ17       | ۱ مارس ۱۹۸۱     |
| ۳۰۷۴۴ | 1981 EN18       | ۲ مارس ۱۹۸۱     |
| ۳۰۷۴۵ | 1981 EB22       | ۲ مارس ۱۹۸۱     |
| ۳۰۷۴۶ | 1981 EG24       | ۷ مارس ۱۹۸۱     |
| ۳۰۷۴۷ | 1981 EM25       | ۲ مارس ۱۹۸۱     |
| ۳۰۷۴۸ | 1981 ES25       | ۲ مارس ۱۹۸۱     |
| ۳۰۷۴۹ | 1981 ER26       | ۲ مارس ۱۹۸۱     |
| ۳۰۷۵۰ | 1981 EY28       | ۱ مارس ۱۹۸۱     |
| ۳۰۷۵۱ | 1981 EL29       | ۱ مارس ۱۹۸۱     |
| ۳۰۷۵۲ | 1981 EQ33       | ۱ مارس ۱۹۸۱     |
| ۳۰۷۵۳ | 1981 EL38       | ۱ مارس ۱۹۸۱     |
| ۳۰۷۵۴ | 1981 EB39       | ۲ مارس ۱۹۸۱     |
| ۳۰۷۵۵ | 1981 EO39       | ۲ مارس ۱۹۸۱     |
| ۳۰۷۵۶ | 1981 ET39       | ۲ مارس ۱۹۸۱     |
| ۳۰۷۵۷ | 1981 EB40       | ۲ مارس ۱۹۸۱     |
| ۳۰۷۵۸ | 1981 EN41       | ۲ مارس ۱۹۸۱     |
| ۳۰۷۵۹ | 1981 EV41       | ۲ مارس ۱۹۸۱     |
| ۳۰۷۶۰ | 1981 EY41       | ۲ مارس ۱۹۸۱     |
| ۳۰۷۶۱ | 1981 EF42       | ۲ مارس ۱۹۸۱     |
| ۳۰۷۶۲ | 1981 ES42       | ۲ مارس ۱۹۸۱     |
| ۳۰۷۶۳ | 1981 EJ47       | ۲ مارس ۱۹۸۱     |
| ۳۰۷۶۴ | 1981 EK47       | ۲ مارس ۱۹۸۱     |
| ۳۰۷۶۵ | 1981 EJ48       | ۶ مارس ۱۹۸۱     |
| ۳۰۷۶۶ | 1981 UX22       | ۲۴ اکتبر ۱۹۸۱   |
| ۳۰۷۶۷ | Chriskraft      | ۶ نوامبر ۱۹۸۳   |
| ۳۰۷۶۷ | 1983 YK         | ۲۹ دسامبر ۱۹۸۳  |
| ۳۰۷۶۹ | 1984 ST2        | ۲۵ سپتامبر ۱۹۸۴ |
| ۳۰۷۷۰ | 1984 SL4        | ۲۷ سپتامبر ۱۹۸۴ |
| ۳۰۷۷۱ | 1986 PO2        | ۱ اوت ۱۹۸۶      |
| ۳۰۷۷۲ | 1986 RJ1        | ۲ سپتامبر ۱۹۸۶  |
| ۳۰۷۷۳ | 1986 RJ4        | ۶ سپتامبر ۱۹۸۶  |
| ۳۰۷۷۴ | 1987 BU1        | ۲۵ ژانویه ۱۹۸۷  |
| ۳۰۷۷۵ | Lattu           | ۲۴ اوت ۱۹۸۷     |
| ۳۰۷۷۵ | 1987 QY         | ۲۴ اوت ۱۹۸۷     |
| ۳۰۷۷۷ | 1987 SB3        | ۲۱ سپتامبر ۱۹۸۷ |
| ۳۰۷۷۸ | Doblin          | ۲۹ سپتامبر ۱۹۸۷ |
| ۳۰۷۷۹ | Sankt-Stephan   | ۱۷ اکتبر ۱۹۸۷   |
| ۳۰۷۸۰ | 1988 CA2        | ۱۱ فوریه ۱۹۸۸   |
| ۳۰۷۸۱ | 1988 CR2        | ۱۱ فوریه ۱۹۸۸   |
| ۳۰۷۸۲ | 1988 CC4        | ۱۳ فوریه ۱۹۸۸   |
| ۳۰۷۸۳ | 1988 CO4        | ۱۳ فوریه ۱۹۸۸   |
| ۳۰۷۸۳ | 1988 PO         | ۱۱ اوت ۱۹۸۸     |
| ۳۰۷۸۵ | Greeley         | ۱۳ اوت ۱۹۸۸     |
| ۳۰۷۸۶ | Karkoschka      | ۱۸ اوت ۱۹۸۸     |
| ۳۰۷۸۶ | 1988 RC         | ۷ سپتامبر ۱۹۸۸  |
| ۳۰۷۸۸ | Angekauffmann   | ۸ سپتامبر ۱۹۸۸  |
| ۳۰۷۸۹ | 1988 RB6        | ۳ سپتامبر ۱۹۸۸  |
| ۳۰۷۹۰ | 1988 RT11       | ۱۴ سپتامبر ۱۹۸۸ |
| ۳۰۷۹۱ | 1988 RY11       | ۱۴ سپتامبر ۱۹۸۸ |
| ۳۰۷۹۲ | 1988 RP12       | ۱۴ سپتامبر ۱۹۸۸ |
| ۳۰۷۹۳ | 1988 SJ3        | ۱۶ سپتامبر ۱۹۸۸ |
| ۳۰۷۹۴ | 1988 TR1        | ۱۵ اکتبر ۱۹۸۸   |
| ۳۰۷۹۵ | 1989 AR5        | ۴ ژانویه ۱۹۸۹   |
| ۳۰۷۹۶ | 1989 CU2        | ۴ فوریه ۱۹۸۹    |
| ۳۰۷۹۷ | 1989 CV2        | ۴ فوریه ۱۹۸۹    |
| ۳۰۷۹۸ | Graubunden      | ۲ فوریه ۱۹۸۹    |
| ۳۰۷۹۸ | 1989 LH         | ۴ ژوئن ۱۹۸۹     |
| ۳۰۷۹۸ | 1989 ST         | ۲۹ سپتامبر ۱۹۸۹ |
| ۳۰۸۰۱ | 1989 SS1        | ۲۶ سپتامبر ۱۹۸۹ |
| ۳۰۸۰۲ | 1989 SH3        | ۲۶ سپتامبر ۱۹۸۹ |
| ۳۰۸۰۳ | 1989 SG14       | ۲۶ سپتامبر ۱۹۸۹ |
| ۳۰۸۰۴ | 1989 TO14       | ۲ اکتبر ۱۹۸۹    |
| ۳۰۸۰۵ | 1989 UO2        | ۲۱ اکتبر ۱۹۸۹   |
| ۳۰۸۰۶ | 1989 UP5        | ۳۰ اکتبر ۱۹۸۹   |
| ۳۰۸۰۷ | 1989 UQ5        | ۳۰ اکتبر ۱۹۸۹   |
| ۳۰۸۰۸ | 1989 YA2        | ۳۰ دسامبر ۱۹۸۹  |
| ۳۰۸۰۹ | 1990 EO8        | ۷ مارس ۱۹۹۰     |
| ۳۰۸۰۹ | 1990 FM         | ۲۳ مارس ۱۹۹۰    |
| ۳۰۸۱۱ | 1990 OD2        | ۲۹ ژوئیه ۱۹۹۰   |
| ۳۰۸۱۲ | 1990 OZ4        | ۲۵ ژوئیه ۱۹۹۰   |
| ۳۰۸۱۲ | 1990 QT         | ۱۹ اوت ۱۹۹۰     |
| ۳۰۸۱۲ | 1990 QW         | ۱۹ اوت ۱۹۹۰     |
| ۳۰۸۱۵ | 1990 QH2        | ۲۲ اوت ۱۹۹۰     |
| ۳۰۸۱۶ | 1990 QA6        | ۲۹ اوت ۱۹۹۰     |
| ۳۰۸۱۷ | 1990 QN9        | ۱۶ اوت ۱۹۹۰     |
| ۳۰۸۱۸ | 1990 RH2        | ۱۴ سپتامبر ۱۹۹۰ |
| ۳۰۸۱۹ | 1990 RL2        | ۱۵ سپتامبر ۱۹۹۰ |
| ۳۰۸۲۰ | 1990 RU2        | ۱۵ سپتامبر ۱۹۹۰ |
| ۳۰۸۲۱ | Chernetenko     | ۱۵ سپتامبر ۱۹۹۰ |
| ۳۰۸۲۲ | 1990 SX5        | ۲۲ سپتامبر ۱۹۹۰ |
| ۳۰۸۲۳ | 1990 SY15       | ۱۶ سپتامبر ۱۹۹۰ |
| ۳۰۸۲۳ | 1990 TD         | ۹ اکتبر ۱۹۹۰    |
| ۳۰۸۲۵ | 1990 TG1        | ۱۴ اکتبر ۱۹۹۰   |
| ۳۰۸۲۶ | Coulomb         | ۱۰ اکتبر ۱۹۹۰   |
| ۳۰۸۲۷ | Lautenschlager  | ۱۰ اکتبر ۱۹۹۰   |
| ۳۰۸۲۸ | Bethe           | ۱۲ اکتبر ۱۹۹۰   |
| ۳۰۸۲۹ | Wolfwacker      | ۱۰ اکتبر ۱۹۹۰   |
| ۳۰۸۳۰ | Jahn            | ۱۴ اکتبر ۱۹۹۰   |
| ۳۰۸۳۱ | 1990 TO14       | ۱۴ اکتبر ۱۹۹۰   |
| ۳۰۸۳۲ | 1990 UC5        | ۱۶ اکتبر ۱۹۹۰   |
| ۳۰۸۳۳ | 1990 VM4        | ۱۵ نوامبر ۱۹۹۰  |
| ۳۰۸۳۴ | 1990 VR6        | ۱۵ نوامبر ۱۹۹۰  |
| ۳۰۸۳۵ | 1990 WB7        | ۲۱ نوامبر ۱۹۹۰  |
| ۳۰۸۳۶ | Schnittke       | ۱۵ ژانویه ۱۹۹۱  |
| ۳۰۸۳۷ | Steinheil       | ۱۵ ژانویه ۱۹۹۱  |
| ۳۰۸۳۸ | 1991 CM1        | ۷ فوریه ۱۹۹۱    |
| ۳۰۸۳۹ | 1991 GH1        | ۱۱ آوریل ۱۹۹۱   |
| ۳۰۸۴۰ | Jackalice       | ۱۵ آوریل ۱۹۹۱   |
| ۳۰۸۴۱ | 1991 GA3        | ۸ آوریل ۱۹۹۱    |
| ۳۰۸۴۲ | 1991 GO7        | ۸ آوریل ۱۹۹۱    |
| ۳۰۸۴۳ | 1991 JK1        | ۸ مه ۱۹۹۱       |
| ۳۰۸۴۴ | Hukeller        | ۱۷ مه ۱۹۹۱      |
| ۳۰۸۴۵ | 1991 PQ3        | ۲ اوت ۱۹۹۱      |
| ۳۰۸۴۶ | 1991 PJ17       | ۹ اوت ۱۹۹۱      |
| ۳۰۸۴۷ | Lampert         | ۱۳ سپتامبر ۱۹۹۱ |
| ۳۰۸۴۸ | 1991 RZ19       | ۱۴ سپتامبر ۱۹۹۱ |
| ۳۰۸۴۹ | 1991 RE20       | ۱۴ سپتامبر ۱۹۹۱ |
| ۳۰۸۵۰ | Vonsiemens      | ۷ اکتبر ۱۹۹۱    |
| ۳۰۸۵۱ | Reissfelder     | ۲ اکتبر ۱۹۹۱    |
| ۳۰۸۵۲ | Debye           | ۲ اکتبر ۱۹۹۱    |
| ۳۰۸۵۳ | 1991 UH3        | ۳۱ اکتبر ۱۹۹۱   |
| ۳۰۸۵۳ | 1991 VB         | ۱ نوامبر ۱۹۹۱   |
| ۳۰۸۵۵ | 1991 VQ9        | ۴ نوامبر ۱۹۹۱   |
| ۳۰۸۵۵ | 1991 XE         | ۷ دسامبر ۱۹۹۱   |
| ۳۰۸۵۷ | Parsec          | ۳۱ دسامبر ۱۹۹۱  |
| ۳۰۸۵۸ | 1992 AU1        | ۹ ژانویه ۱۹۹۲   |
| ۳۰۸۵۸ | 1992 BM         | ۲۸ ژانویه ۱۹۹۲  |
| ۳۰۸۶۰ | 1992 DA4        | ۲۹ فوریه ۱۹۹۲   |
| ۳۰۸۶۱ | 1992 DS5        | ۲۹ فوریه ۱۹۹۲   |
| ۳۰۸۶۲ | 1992 DF10       | ۲۹ فوریه ۱۹۹۲   |
| ۳۰۸۶۳ | 1992 EA4        | ۱ مارس ۱۹۹۲     |
| ۳۰۸۶۴ | 1992 EE6        | ۱ مارس ۱۹۹۲     |
| ۳۰۸۶۵ | 1992 EH8        | ۲ مارس ۱۹۹۲     |
| ۳۰۸۶۶ | 1992 EN8        | ۲ مارس ۱۹۹۲     |
| ۳۰۸۶۷ | 1992 EL9        | ۲ مارس ۱۹۹۲     |
| ۳۰۸۶۸ | 1992 ET10       | ۶ مارس ۱۹۹۲     |
| ۳۰۸۶۹ | 1992 EU11       | ۶ مارس ۱۹۹۲     |
| ۳۰۸۷۰ | 1992 EW15       | ۱ مارس ۱۹۹۲     |
| ۳۰۸۷۱ | 1992 EG16       | ۱ مارس ۱۹۹۲     |
| ۳۰۸۷۲ | 1992 EM17       | ۲ مارس ۱۹۹۲     |
| ۳۰۸۷۳ | 1992 EN17       | ۲ مارس ۱۹۹۲     |
| ۳۰۸۷۴ | 1992 EA23       | ۱ مارس ۱۹۹۲     |
| ۳۰۸۷۵ | 1992 EX25       | ۸ مارس ۱۹۹۲     |
| ۳۰۸۷۶ | 1992 EM27       | ۴ مارس ۱۹۹۲     |
| ۳۰۸۷۷ | 1992 ES30       | ۱ مارس ۱۹۹۲     |
| ۳۰۸۷۷ | 1992 GQ         | ۳ آوریل ۱۹۹۲    |
| ۳۰۸۷۹ | Hiroshikanai    | ۲۵ مه ۱۹۹۲      |
| ۳۰۸۸۰ | 1992 PC2        | ۲ اوت ۱۹۹۲      |
| ۳۰۸۸۱ | 1992 RS4        | ۲ سپتامبر ۱۹۹۲  |
| ۳۰۸۸۲ | Tomhenning      | ۲۱ سپتامبر ۱۹۹۲ |
| ۳۰۸۸۲ | Tomhenning      | SW۱۶            |
| ۳۰۸۸۴ | 1992 SL23       | ۳۰ سپتامبر ۱۹۹۲ |
| ۳۰۸۸۵ | 1992 UU4        | ۳۰ اکتبر ۱۹۹۲   |
| ۳۰۸۸۶ | 1992 WJ1        | ۱۷ نوامبر ۱۹۹۲  |
| ۳۰۸۸۷ | 1992 WL2        | ۱۸ نوامبر ۱۹۹۲  |
| ۳۰۸۸۸ | 1993 BG2        | ۱۹ ژانویه ۱۹۹۳  |
| ۳۰۸۸۹ | 1993 FU6        | ۱۷ مارس ۱۹۹۳    |
| ۳۰۸۹۰ | 1993 FB9        | ۱۷ مارس ۱۹۹۳    |
| ۳۰۸۹۱ | 1993 FV14       | ۱۷ مارس ۱۹۹۳    |
| ۳۰۸۹۲ | 1993 FR18       | ۱۷ مارس ۱۹۹۳    |
| ۳۰۸۹۳ | 1993 FD19       | ۱۷ مارس ۱۹۹۳    |
| ۳۰۸۹۴ | 1993 FD20       | ۱۷ مارس ۱۹۹۳    |
| ۳۰۸۹۵ | 1993 FH23       | ۲۱ مارس ۱۹۹۳    |
| ۳۰۸۹۶ | 1993 FX26       | ۲۱ مارس ۱۹۹۳    |
| ۳۰۸۹۷ | 1993 FG29       | ۲۱ مارس ۱۹۹۳    |
| ۳۰۸۹۸ | 1993 FJ29       | ۲۱ مارس ۱۹۹۳    |
| ۳۰۸۹۹ | 1993 FL32       | ۲۱ مارس ۱۹۹۳    |
| ۳۰۹۰۰ | 1993 FM34       | ۱۷ مارس ۱۹۹۳    |
| ۳۰۹۰۱ | 1993 FU34       | ۱۹ مارس ۱۹۹۳    |
| ۳۰۹۰۲ | 1993 FF35       | ۱۹ مارس ۱۹۹۳    |
| ۳۰۹۰۳ | 1993 FU37       | ۱۹ مارس ۱۹۹۳    |
| ۳۰۹۰۴ | 1993 FV41       | ۱۹ مارس ۱۹۹۳    |
| ۳۰۹۰۵ | 1993 FC42       | ۱۹ مارس ۱۹۹۳    |
| ۳۰۹۰۶ | 1993 FV44       | ۱۹ مارس ۱۹۹۳    |
| ۳۰۹۰۷ | 1993 FD47       | ۱۹ مارس ۱۹۹۳    |
| ۳۰۹۰۸ | 1993 FW47       | ۱۹ مارس ۱۹۹۳    |
| ۳۰۹۰۹ | 1993 FZ49       | ۱۹ مارس ۱۹۹۳    |
| ۳۰۹۱۰ | 1993 FP52       | ۱۷ مارس ۱۹۹۳    |
| ۳۰۹۱۱ | 1993 FY75       | ۲۱ مارس ۱۹۹۳    |
| ۳۰۹۱۲ | 1993 FP76       | ۲۱ مارس ۱۹۹۳    |
| ۳۰۹۱۳ | 1993 FO77       | ۲۱ مارس ۱۹۹۳    |
| ۳۰۹۱۴ | 1993 FV82       | ۱۹ مارس ۱۹۹۳    |
| ۳۰۹۱۵ | 1993 GF1        | ۱۵ آوریل ۱۹۹۳   |
| ۳۰۹۱۶ | 1993 GN1        | ۱۴ آوریل ۱۹۹۳   |
| ۳۰۹۱۷ | Moehorgan       | ۱۹ آوریل ۱۹۹۳   |
| ۳۰۹۱۸ | 1993 KV2        | ۲۷ مه ۱۹۹۳      |
| ۳۰۹۱۹ | 1993 NV1        | ۱۲ ژوئیه ۱۹۹۳   |
| ۳۰۹۲۰ | 1993 OV4        | ۲۰ ژوئیه ۱۹۹۳   |
| ۳۰۹۲۱ | 1993 OG6        | ۲۰ ژوئیه ۱۹۹۳   |
| ۳۰۹۲۲ | 1993 OE13       | ۱۹ ژوئیه ۱۹۹۳   |
| ۳۰۹۲۳ | 1993 QU4        | ۱۸ اوت ۱۹۹۳     |
| ۳۰۹۲۴ | 1993 RC2        | ۱۵ سپتامبر ۱۹۹۳ |
| ۳۰۹۲۵ | 1993 RD2        | ۱۵ سپتامبر ۱۹۹۳ |
| ۳۰۹۲۶ | 1993 TL13       | ۱۴ اکتبر ۱۹۹۳   |
| ۳۰۹۲۷ | 1993 TF17       | ۹ اکتبر ۱۹۹۳    |
| ۳۰۹۲۸ | Jefferson       | ۹ اکتبر ۱۹۹۳    |
| ۳۰۹۲۹ | 1993 TR38       | ۹ اکتبر ۱۹۹۳    |
| ۳۰۹۲۹ | 1993 UF         | ۲۰ اکتبر ۱۹۹۳   |
| ۳۰۹۳۱ | 1993 UJ5        | ۲۰ اکتبر ۱۹۹۳   |
| ۳۰۹۳۲ | 1993 UO5        | ۲۰ اکتبر ۱۹۹۳   |
| ۳۰۹۳۳ | Grillparzer     | ۱۷ اکتبر ۱۹۹۳   |
| ۳۰۹۳۴ | Bakerhansen     | ۱۶ نوامبر ۱۹۹۳  |
| ۳۰۹۳۵ | Davasobel       | ۸ ژانویه ۱۹۹۴   |
| ۳۰۹۳۶ | 1994 BR3        | ۱۶ ژانویه ۱۹۹۴  |
| ۳۰۹۳۷ | 1994 BA4        | ۱۶ ژانویه ۱۹۹۴  |
| ۳۰۹۳۸ | 1994 BB4        | ۱۶ ژانویه ۱۹۹۴  |
| ۳۰۹۳۹ | 1994 BE4        | ۱۶ ژانویه ۱۹۹۴  |
| ۳۰۹۴۰ | 1994 CL2        | ۱۴ فوریه ۱۹۹۴   |
| ۳۰۹۴۱ | 1994 CJ11       | ۷ فوریه ۱۹۹۴    |
| ۳۰۹۴۲ | 1994 CX13       | ۸ فوریه ۱۹۹۴    |
| ۳۰۹۴۳ | 1994 ED2        | ۱۲ مارس ۱۹۹۴    |
| ۳۰۹۴۴ | 1994 GD1        | ۸ آوریل ۱۹۹۴    |
| ۳۰۹۴۵ | 1994 GW9        | ۱۴ آوریل ۱۹۹۴   |
| ۳۰۹۴۵ | 1994 HB         | ۱۹ آوریل ۱۹۹۴   |
| ۳۰۹۴۵ | 1994 JW         | ۴ مه ۱۹۹۴       |
| ۳۰۹۴۵ | 1994 PU         | ۱۴ اوت ۱۹۹۴     |
| ۳۰۹۴۹ | 1994 PF9        | ۱۰ اوت ۱۹۹۴     |
| ۳۰۹۵۰ | 1994 PJ9        | ۱۰ اوت ۱۹۹۴     |
| ۳۰۹۵۱ | 1994 PL13       | ۱۰ اوت ۱۹۹۴     |
| ۳۰۹۵۲ | 1994 PX15       | ۱۰ اوت ۱۹۹۴     |
| ۳۰۹۵۳ | 1994 PZ17       | ۱۰ اوت ۱۹۹۴     |
| ۳۰۹۵۴ | 1994 PM28       | ۱۲ اوت ۱۹۹۴     |
| ۳۰۹۵۵ | Weiser          | ۱۲ اوت ۱۹۹۴     |
| ۳۰۹۵۵ | 1994 QP         | ۲۷ اوت ۱۹۹۴     |
| ۳۰۹۵۷ | 1994 SQ7        | ۲۸ سپتامبر ۱۹۹۴ |
| ۳۰۹۵۸ | 1994 TV3        | ۷ اکتبر ۱۹۹۴    |
| ۳۰۹۵۹ | 1994 TG9        | ۸ اکتبر ۱۹۹۴    |
| ۳۰۹۶۰ | 1994 UV2        | ۲۶ اکتبر ۱۹۹۴   |
| ۳۰۹۶۱ | 1994 VD1        | ۴ نوامبر ۱۹۹۴   |
| ۳۰۹۶۲ | 1994 VH7        | ۱۱ نوامبر ۱۹۹۴  |
| ۳۰۹۶۲ | 1994            | WO۳             |
| ۳۰۹۶۴ | 1994 WW7        | ۲۸ نوامبر ۱۹۹۴  |
| ۳۰۹۶۴ | 1994 XW         | ۲ دسامبر ۱۹۹۴   |
| ۳۰۹۶۶ | 1994 XN1        | ۲ دسامبر ۱۹۹۴   |
| ۳۰۹۶۷ | 1994 XX4        | ۹ دسامبر ۱۹۹۴   |
| ۳۰۹۶۸ | 1995 AM1        | ۶ ژانویه ۱۹۹۵   |
| ۳۰۹۶۹ | 1995 BP2        | ۲۹ ژانویه ۱۹۹۵  |
| ۳۰۹۷۰ | 1995 BP3        | ۳۱ ژانویه ۱۹۹۵  |
| ۳۰۹۷۰ | 1995 DJ         | ۲۱ فوریه ۱۹۹۵   |
| ۳۰۹۷۲ | 1995 DE8        | ۲۴ فوریه ۱۹۹۵   |
| ۳۰۹۷۳ | 1995 DS8        | ۲۴ فوریه ۱۹۹۵   |
| ۳۰۹۷۳ | 1995 EL         | ۵ مارس ۱۹۹۵     |
| ۳۰۹۷۳ | 1995 EM         | ۶ مارس ۱۹۹۵     |
| ۳۰۹۷۶ | 1995 FH1        | ۲۸ مارس ۱۹۹۵    |
| ۳۰۹۷۷ | 1995 JJ1        | ۵ مه ۱۹۹۵       |
| ۳۰۹۷۸ | 1995 MO5        | ۲۳ ژوئن ۱۹۹۵    |
| ۳۰۹۷۹ | 1995 OB5        | ۲۲ ژوئیه ۱۹۹۵   |
| ۳۰۹۸۰ | 1995 QU3        | ۳۱ اوت ۱۹۹۵     |
| ۳۰۹۸۱ | 1995 SJ4        | ۲۵ سپتامبر ۱۹۹۵ |
| ۳۰۹۸۲ | 1995 SP5        | ۲۱ سپتامبر ۱۹۹۵ |
| ۳۰۹۸۳ | 1995 SE16       | ۱۸ سپتامبر ۱۹۹۵ |
| ۳۰۹۸۴ | 1995 SW19       | ۱۸ سپتامبر ۱۹۹۵ |
| ۳۰۹۸۵ | 1995 SM24       | ۱۹ سپتامبر ۱۹۹۵ |
| ۳۰۹۸۶ | 1995 SC28       | ۲۰ سپتامبر ۱۹۹۵ |
| ۳۰۹۸۷ | 1995 SO34       | ۲۲ سپتامبر ۱۹۹۵ |
| ۳۰۹۸۸ | 1995 SE36       | ۲۳ سپتامبر ۱۹۹۵ |
| ۳۰۹۸۹ | 1995 SZ43       | ۲۵ سپتامبر ۱۹۹۵ |
| ۳۰۹۹۰ | 1995 ST48       | ۲۶ سپتامبر ۱۹۹۵ |
| ۳۰۹۹۱ | 1995 SV53       | ۲۸ سپتامبر ۱۹۹۵ |
| ۳۰۹۹۲ | 1995 SV66       | ۱۷ سپتامبر ۱۹۹۵ |
| ۳۰۹۹۳ | 1995 SA81       | ۳۰ سپتامبر ۱۹۹۵ |
| ۳۰۹۹۴ | 1995 UE2        | ۲۴ اکتبر ۱۹۹۵   |
| ۳۰۹۹۵ | 1995 UZ3        | ۲۰ اکتبر ۱۹۹۵   |
| ۳۰۹۹۶ | 1995 UH4        | ۲۰ اکتبر ۱۹۹۵   |
| ۳۰۹۹۷ | 1995 UO5        | ۲۶ اکتبر ۱۹۹۵   |
| ۳۰۹۹۸ | 1995 UF11       | ۱۷ اکتبر ۱۹۹۵   |
| ۳۰۹۹۹ | 1995 UJ31       | ۲۱ اکتبر ۱۹۹۵   |
| ۳۱۰۰۰ | Rockchic        | ۱۱ نوامبر ۱۹۹۵  |